# 16. September
Der 16. September ist der 259. Tag des gregorianischen Kalenders (der 260. in Schaltjahren), somit bleiben 106 Tage bis zum Jahresende.

## Ereignisse

### Politik und Weltgeschehen
- 1180: Friedrich I. Barbarossa entzieht seinem Vetter Heinrich dem Löwen die Herrschaft über die Reichslehen Bayern und Sachsen. Mit dem – territorial beschnittenen – Herzogtum Bayern wird stattdessen der Wittelsbacher Otto belehnt. Ottokar IV. wird Herzog der Steiermark.
- 1410: Die andalusische Stadt Antequera, von den Mauren Medina Antaquira genannt, wird im Zuge der Reconquista durch das Heer Ferdinands I. von Aragón erobert.

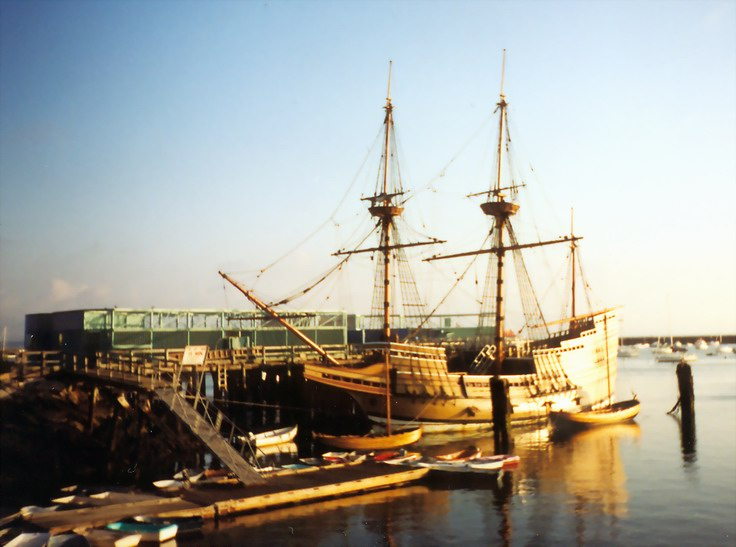
1620: Die Mayflower (Nachbau)

- 1620: Im englischen Plymouth legen die Pilgerväter an Bord der Mayflower zur Überfahrt in die Neue Welt nach Amerika ab.
- 1744: Im Zweiten Schlesischen Krieg kapituliert die Stadt Prag nach zweiwöchiger Belagerung vor dem Heer Preußens. Die österreichischen Truppen ziehen sich in der Folge weit ins Land zurück und erschweren so den preußischen Nachschub.
- 1776: In der Schlacht von Harlem Heights im Amerikanischen Unabhängigkeitskrieg siegen die Amerikaner erstmals in einem Kampf mit den britischen Streitkräften.
- 1795: Die Briten nehmen die Kapkolonie in Besitz.
- 1809: Elf Offiziere des Schillschen Freikorps, das gegen Napoleon gekämpft hat, werden in Wesel hingerichtet.
- 1810: Mit Miguel Hidalgos Aufruf beginnt der Kampf um die mexikanische Unabhängigkeit
- 1813: Eleonore Prochaska (Jäger August Renz), die sich als Mann in das Lützowsche Freikorps eingeschlichen hat, wird in der Schlacht an der Göhrde während der Befreiungskriege tödlich verletzt.

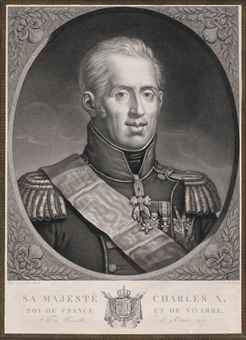
1824: Karl X.

- 1824: Karl X. wird König von Frankreich.
- 1830: Beginn der fünftägigen Schneiderrevolution in Berlin.
- 1837: Durch die Geburt seines Sohnes Pedro wird Ferdinand von Sachsen-Coburg-Saalfeld, Ehemann der regierenden Königin Maria II., zum Titularkönig von Portugal erhoben.
- 1859: Der Deutsche Nationalverein zur Schaffung eines liberalen kleindeutschen Staates wird gegründet.
- 1873: Nach dem vollständigen Entrichten aller Raten der im Frieden von Frankfurt vereinbarten Kriegskontribution verlässt der letzte deutsche Soldat das Territorium Frankreichs.
- 1914: An der Ostfront beginnt die Belagerung von Przemyśl; die mehr als sechsmonatige Schlacht geht als „Stalingrad des Ersten Weltkrieges“ in die Geschichte ein.
- 1915: Haiti wird unter militärischem Druck US-Protektorat.

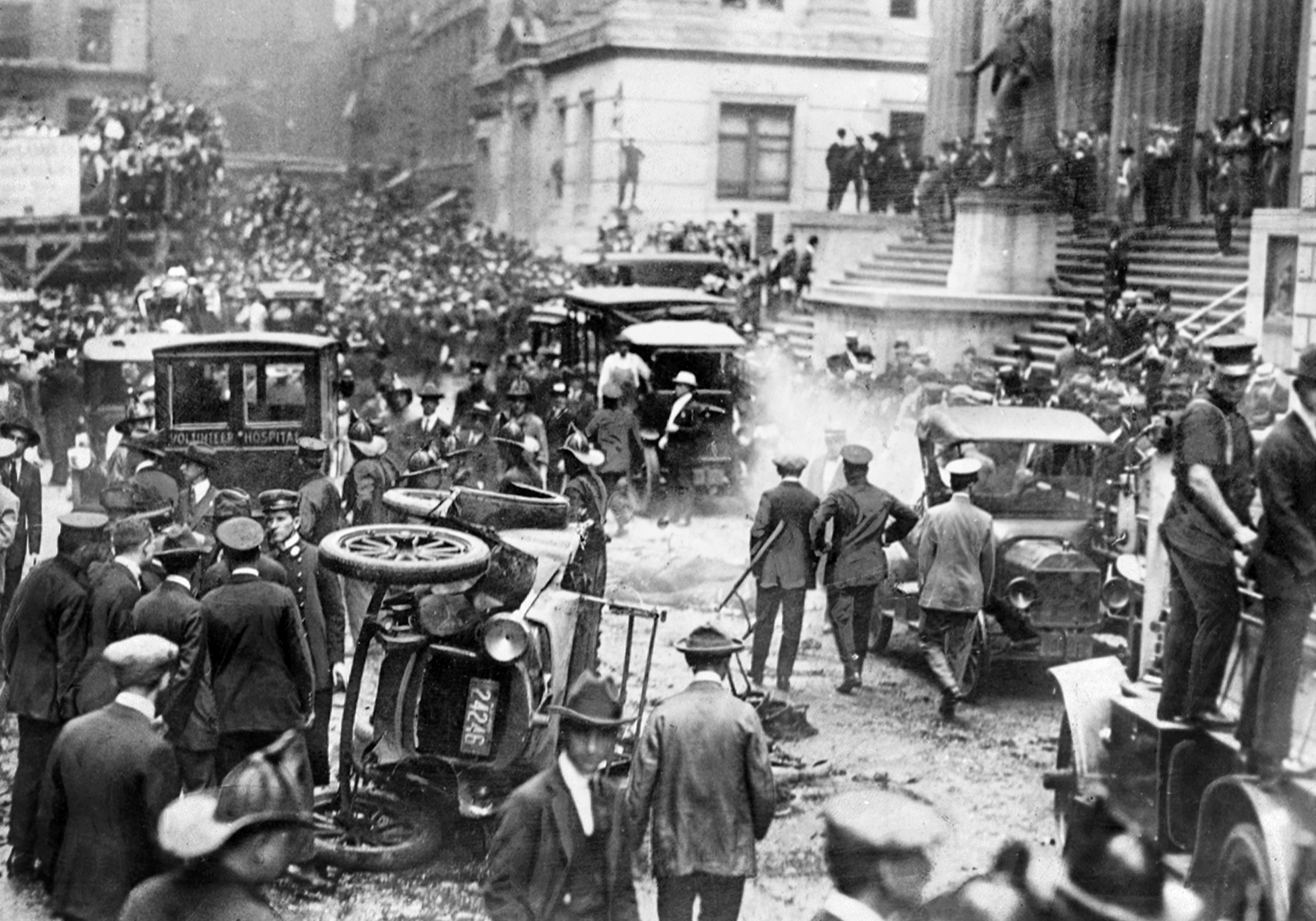
1920: Nach dem Bombenattentat vor der J. P. Morgan Inc.

- 1920: Bei einem Bombenanschlag in der New Yorker Wall Street explodiert vor dem Bankgebäude der J. P. Morgan Inc. eine in einem Pferdewagen deponierte Bombe. Es gibt mindestens 38 Tote und etwa 400 Verletzte. Als Urheber des Sprengstoffanschlages werden anarchistische Kreise vermutet.
- 1931: Die Invergordon-Meuterei in der Atlantic Fleet, einem Teilverband der britischen Royal Navy, die wegen drastischer Soldkürzungen am Vortag ausgebrochen ist, endet friedlich.
- 1939: Der japanisch-sowjetische Grenzkonflikt wird mit einem Waffenstillstand beigelegt. Die Konfliktparteien einigen sich auf die existierenden Grenzen.
- 1940: In den USA wird erstmals die Wehrpflicht in Friedenszeiten eingeführt.
- 1940: Die italienische Offensive in Nordafrika kommt mit der Einnahme von Sidi Barani (Ägypten) zum Stillstand.
- 1941: Großbritannien und die UdSSR zwingen im Rahmen der anglo-sowjetischen Invasion des Iran Reza Schah Pahlavi zum Rücktritt und in die Verbannung, um einen militärischen Nachschubkorridor für die sowjetischen Truppen (Persischer Korridor) schaffen zu können.

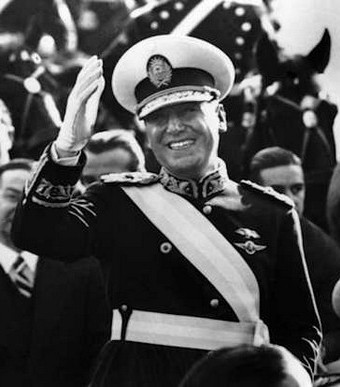
1955: Juan Domingo Perón

- 1955: In Argentinien beginnt ein zweiter Militärputsch gegen Staatspräsident Juan Perón, der in dessen Sturz am 21. September mündet.
- 1957: In Thailand putscht eine militärische Clique um Sarit Thanarat gegen die Regierung von Plaek Phibunsongkhram.
- 1963: Malaya, Singapur, Britisch-Nordborneo und Sarawak schließen sich zur Föderation Malaysia zusammen.
- 1970: In Irbid rufen palästinensische Militante eine „Volksregierung“ aus, woraufhin der jordanische König Hussein das Kriegsrecht proklamiert; der seit 1967 schwelende Konflikt zwischen beiden Lagern eskaliert zum Schwarzen September.
- 1975: Das von Australien verwaltete UN-Treuhandgebiet Papua-Neuguinea wird unabhängig. Erster Premierminister des Inselstaates wird Michael Somare.
- 1979: Ballonflucht: Zwei thüringischen Familien gelingt mit Hilfe eines selbstgebauten Heißluftballons die Flucht aus der DDR.
- 1982: Christliche Milizen massakrieren in den palästinensischen Flüchtlingslagern Sabra und Schatila in Beirut mehrere hundert Alte, Frauen und Kinder.
- 1986: Die EG-Außenminister einigen sich in Brüssel auf Wirtschaftssanktionen gegen Südafrika wegen dessen Apartheidpolitik.
- 1987: Das Montreal-Protokoll zum Schutz der Ozonschicht wird unterzeichnet. Es tritt am 1. Januar 1989 in Kraft.
- 1991: Der ehemalige Direktor der Hauptverwaltung Aufklärung (HVA) Markus Wolf taucht nach seiner Flucht in Österreich auf, wo er politisches Asyl beantragt.
- 1993: Der ehemalige DDR-Verteidigungsminister Heinz Keßler und sein Stellvertreter Fritz Streletz werden in Mauerschützenprozess wegen Totschlags aufgrund politischer Verantwortung für den Schießbefehl zu sieben und viereinhalb Jahren Freiheitsstrafe verurteilt.
- 1999: Algerien stimmt für den Friedensplan von Staatspräsident Abd al-Aziz Bouteflika zur Aussöhnung mit islamistischen Extremisten.
- 1999: In Wolgodonsk werden 17 Menschen bei der Explosion einer Autobombe vor einem Hochhaus getötet.

### Wirtschaft

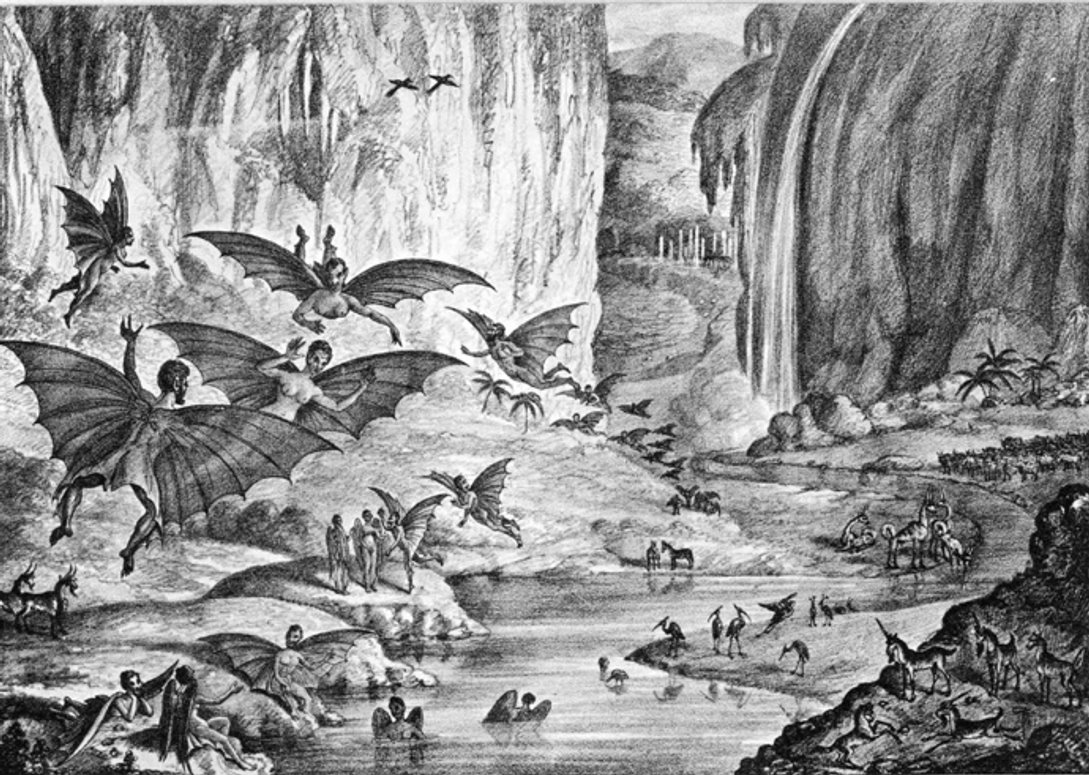
1835: Illustration im Großen Mondschwindel

- 1835: Die Zeitung New York Sun räumt ein, dass ihre die Auflage steigernde Artikelserie über sensationelle Entdeckungen des Astronomen Sir John Herschel auf dem Mond ein Schwindel war. Als Great Moon Hoax wird die Ente ein Teil der Geschichte der Zeitung.
- 1889: Der seit dem 15. August anhaltende Streik der Londoner Dockarbeiter wird beigelegt. Die etwa 180.000 im Arbeitskampf befindlichen Arbeiter setzen sich im Wesentlichen mit ihrer Forderung von einem Stundenlohn von sechs Pence und einen Mindestlohn von zwei Shilling täglich durch.
- 1908: Die Automobilfirma General Motors wird durch William Durant als Holdinggesellschaft für Buick gegründet und übernimmt kurz danach Oldsmobile.
- 1964: Die deutsche Bundesregierung beschließt die Gründung der Stiftung Warentest.
- 1986: Die Fusion der Sperry Corporation und der Burroughs Corporation lässt das nach der IBM weltweit zweitgrößte Computerunternehmen entstehen, das kurze Zeit später den Namen Unisys erhält.
- 1992: Am „Schwarzen Mittwoch“ kommt es zu einer durch Währungsspekulationen ausgelösten Krise im Europäischen Währungssystem (EWS), die letztlich zum Austritt von Großbritannien und Italien aus dem Wechselkursmechanismus des EWS führt. Spekulanten, darunter insbesondere George Soros, machen Milliardengewinne.
- 2008: Die US-amerikanische Notenbank erklärt sich in der Nacht bereit, dem in der Folge der Finanzkrise in Bedrängnis geratenen Versicherungskonzern American International Group ein Darlehen von 85 Milliarden US-Dollar zu gewähren, übernimmt im Gegenzug 79,9 Prozent der Anteile und erhält ein Vetorecht bei der Dividendenauschüttung.

### Wissenschaft und Technik
- 1859: Der Njassasee wird von David Livingstone und seinen Begleitern als ersten Europäern entdeckt.
- 1975: Der sowjetische Abfangjäger MiG-31 startet zu seinem Jungfernflug. Erst 1981 wird die Maschine in den Dienst der Streitkräfte gestellt.

### Kultur
- 1938: Die Uraufführung der Kino-Komödie Dreizehn Stühle mit den Hauptdarstellern Heinz Rühmann und Hans Moser findet in Dresden statt.

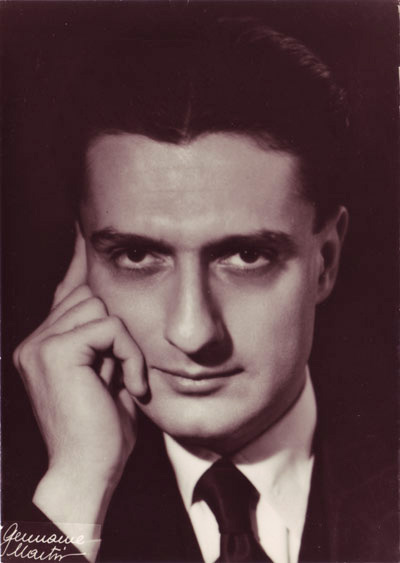
1950: Dinu Lipatti

- 1950: Der rumänische Pianist Dinu Lipatti muss sein letztes Konzert in Besançon krankheitsbedingt vorzeitig abbrechen und verabschiedet sich von seinem Publikum mit der Klavierbearbeitung von Bachs Jesus bleibet meine Freude. Zweieinhalb Monate später verstirbt er 33-jährig an einem Hodgkin-Lymphom.
- 1953: In den USA erfolgt die Uraufführung des Monumentalfilms Das Gewand von Henry Koster, des ersten Films, der im Cinemascope-Verfahren gedreht wurde.
- 1978: Die Dreharbeiten zu Das Leben des Brian von Monty Python beginnen.
- 2002: In München wird die Pinakothek der Moderne eröffnet, neben der Alten Pinakothek und der Neuen Pinakothek die dritte Pinakothek in München.
- 2004: Der Film Der Untergang läuft erstmals in deutschen Kinos an.

### Gesellschaft
- 2005: Mit der Festnahme des gesuchten Camorra-Bosses Paolo Di Lauro gelingt der italienischen Polizei in Neapel ein Schlag gegen die organisierte Kriminalität.

### Religion
- 0681: Das 6. Ökumenische Konzil unter dem Vorsitz Kaiser Konstantins IV. endet im kaiserlichen Palast von Konstantinopel.
- 1664: Im Kurfürstentum Brandenburg wird vom Kurfürsten Friedrich Wilhelm ein Toleranzedikt erlassen, das auf eine Duldung der protestantischen Konfessionen untereinander abzielt.

### Katastrophen
- 1928: Der Okeechobee-Hurrikan trifft in Florida auf Land, wo am nächsten Tag der Deich des Okeechobeesees überflutet wird und über 2500 Menschen ums Leben kommen.

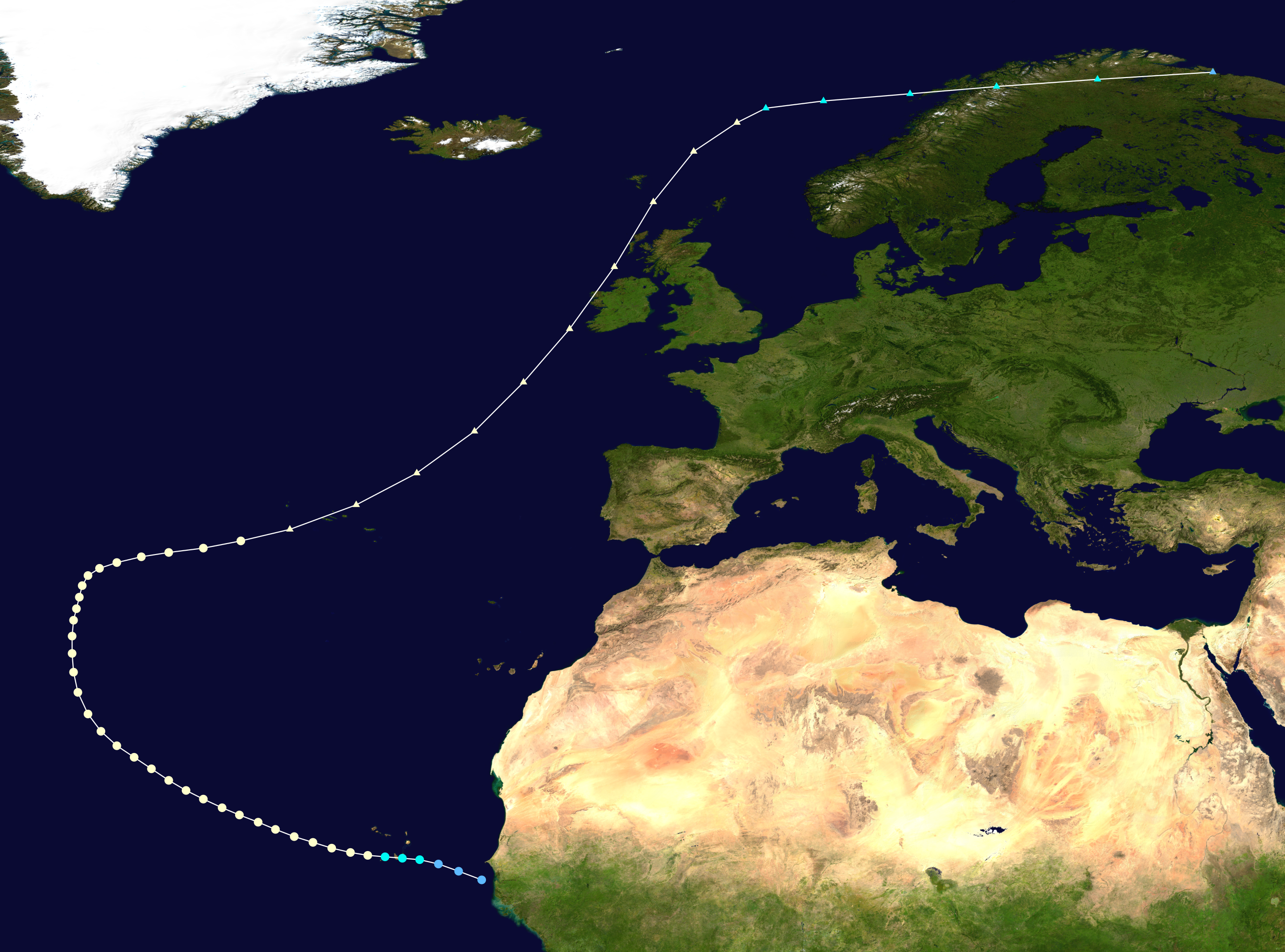
1961: Route von Debbie

- 1961: Ausläufer des Hurrikans Debbie ziehen über die Britischen Inseln hinweg und richten dabei schwere Schäden an; in Irland sterben 11 Menschen. In Malin Head werden 181,5 km/h Windgeschwindigkeit gemessen.
- 1978: Bei einem Erdbeben mit der Stärke 7,8 bei Tabas im Iran sterben ca. 20.000 Menschen.

Kleinere Unglücksfälle sind in den Unterartikeln von Katastrophe und in der Liste von Katastrophen aufgeführt.

### Natur und Umwelt
- 1985: In der Republik China (Taiwan) wird der Yangmingshan-Nationalpark eingerichtet.

### Sport

1909: Logo von SC Hakoah Wien

- 1909: In Wien findet die konstituierende Versammlung zur Gründung des jüdischen Fußballvereins SC Hakoah Wien statt.
- 1923: Das Müngersdorfer Stadion in Köln wird eingeweiht.
- 1925: Der HC Rotterdam wird gegründet, der inzwischen größte Hockeyclub der Niederlande.
- 2006: In Leverkusen setzt sich die Nationalmannschaft von Saudi-Arabien bei der Fußball-Weltmeisterschaft 2006 der Menschen mit Behinderung mit 9:8 n. E. gegen das Team aus den Niederlanden durch und wird Weltmeister.

Einträge von Leichtathletik-Weltrekorden befinden sich unter der jeweiligen Disziplin unter Leichtathletik.

## Geboren

### Vor dem 18. Jahrhundert

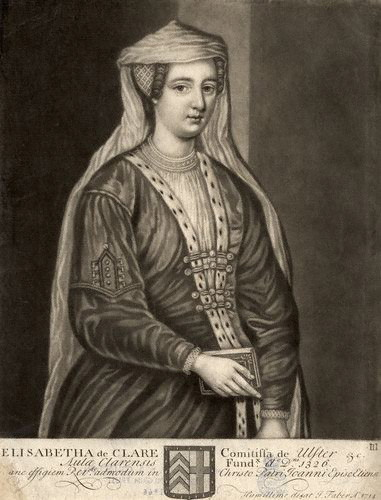
Elizabeth de Clare (* 1295)

- 0016: Drusilla, Schwester und Geliebte des römischen Kaisers Caligula
- 1295: Elizabeth de Clare, englische Adelige
- 1387: Heinrich V., König von England
- 1397: Bāisonqur, Prinz der Timuriden, Förderer der Künste und der Architektur
- 1462: Pietro Pomponazzi, italienischer Philosoph
- 1494: Franciscus Maurolicus, griechisch-italienischer Universalgelehrter

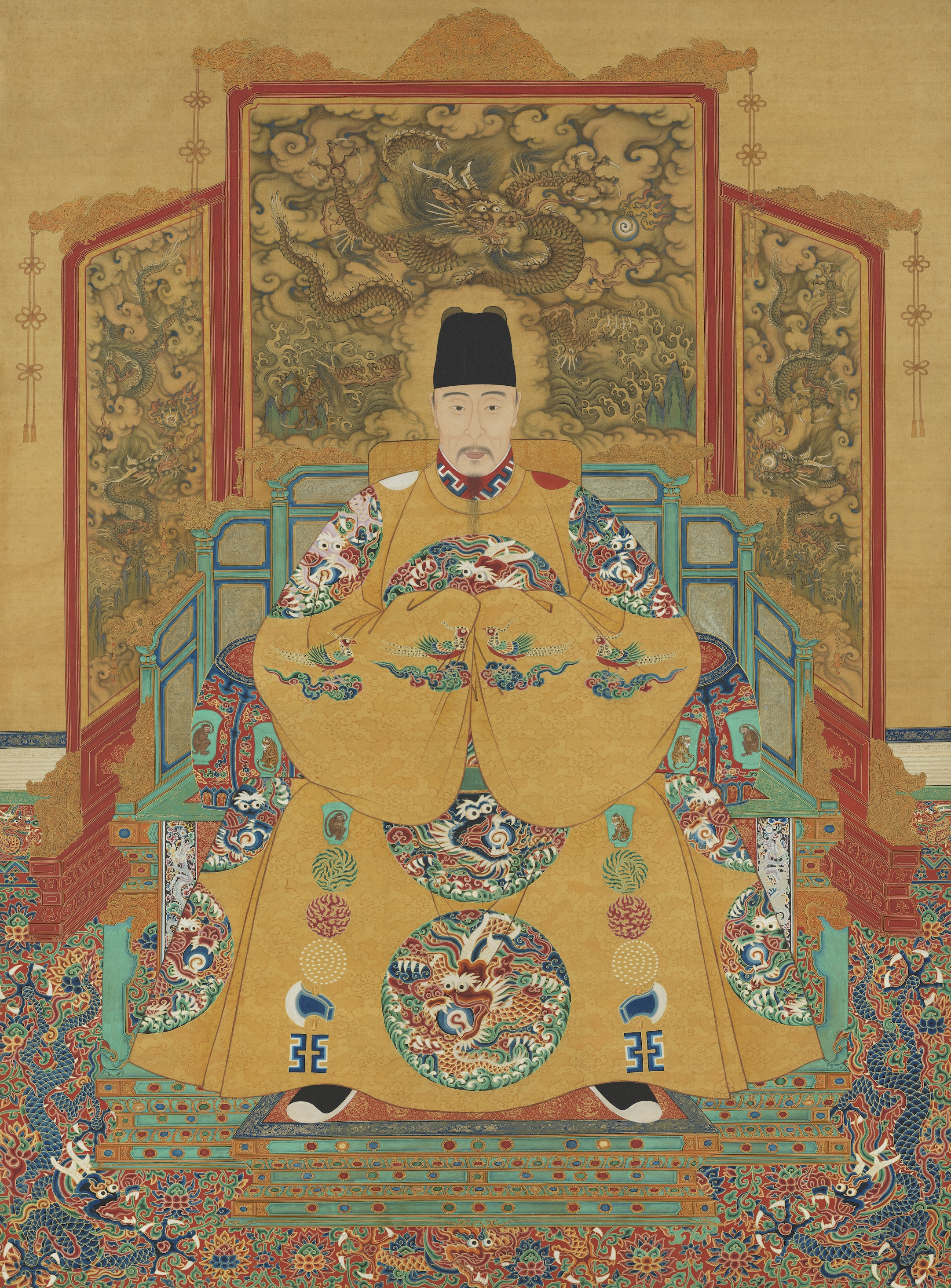
Jiajing (* 1507)

- 1507: Jiajing, chinesischer Kaiser der Ming-Dynastie
- 1539: Walter Devereux, 1. Earl of Essex, englischer Adliger und Heerführer
- 1557: Martin Behm, deutscher Schriftsteller und Verfasser von Kirchenliedern
- 1557: Jacques Mauduit, französischer Komponist
- 1583: Albrecht von Kolowrat-Liebsteinsky, böhmischer Vizekanzler
- 1584: Francisco Correa de Arauxo, andalusischer Organist und Komponist (Taufdatum)
- 1596: Johann Maximilian zum Jungen, Politiker und Gelehrter in Frankfurt am Main
- 1611: Johann Wachmann der Jüngere, Bremer Rechtsgelehrter, Diplomat und Gesandter
- 1625: Gregorio Barbarigo, katholischer Kardinal und Heiliger
- 1625: Johann Wilhelm Libštejnský von Kolowrat, Erzbischof von Prag
- 1626: Leopold Wilhelm von Baden-Baden, Markgraf von Baden
- 1627: Philipp von der Pfalz, pfälzischer Prinz

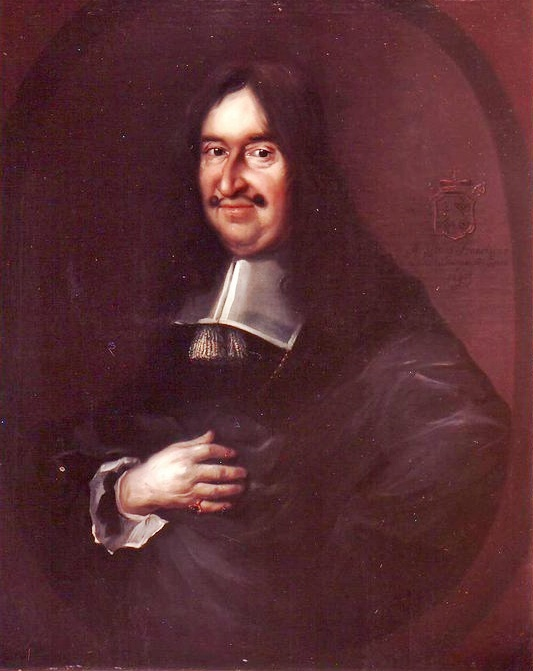
Anselm Franz von Ingelheim (* 1634)

- 1634: Anselm Franz von Ingelheim, Erzbischof und Kurfürst von Mainz
- 1643: Johannes Grob, Schweizer Dichter und Epigrammatiker
- 1650: Friedrich Wilhelm, Graf von Rietberg
- 1651: Engelbert Kaempfer, deutscher Arzt und Forschungsreisender
- 1663: Johann Josua Mosengel, deutscher Orgelbauer
- 1670: William Penn, englischer Admiral
- 1672: Gustav Georg Zeltner, evangelischer Theologe
- 1678: Henry St. John, 1. Viscount Bolingbroke, britischer Politiker und Philosoph
- 1686: Joseph Franz Valerian von Arco, Fürstbischof von Chiemsee

### 18. Jahrhundert

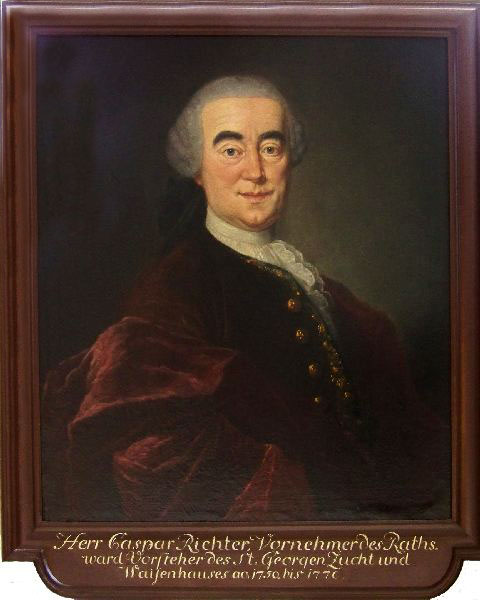
Johann Caspar Richter (* 1708)

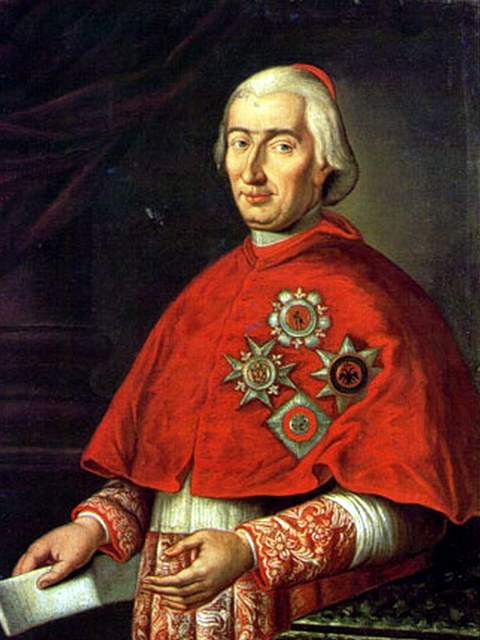
Fabrizio Dionigi Ruffo (* 1744)

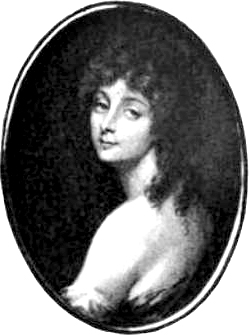
Rosalie Lubomirska (* 1768)

- 1704: Louis de Jaucourt, französischer Schriftsteller
- 1707: Wytze Foppes, friesischer Zimmermann, Rechenmeister und Instrumentenbauer
- 1707: Joseph Michael Schnöller, deutscher Baumeister und Architekt
- 1708: Johann Caspar Richter, deutscher Kaufmann, Ratsherr und Ratsbaumeister
- 1715: Charlotte Thouret, französische Karmelitin und Selige der römisch-katholischen Kirche
- 1721: Domenico Corvi, italienischer Maler
- 1722: Christian IV., Herzog von Zweibrücken
- 1725: Nicolas Desmarest, französischer Geologe
- 1725: Anna Barbara Gignoux, Augsburger Kattunfabrikantin
- 1730: Franz Ludwig von Erthal, Bischof von Würzburg und Bamberg
- 1732: Johannes Schuback, deutscher Kaufmann
- 1736: Carter Braxton, US-amerikanischer Gründervater
- 1736: Johannes Nikolaus Tetens, deutscher Philosoph, Mathematiker und Naturforscher
- 1742: John Smilie, US-amerikanischer Politiker
- 1744: Fabrizio Dionigi Ruffo, Kardinal der römisch-katholischen Kirche
- 1745: Michail Illarionowitsch Kutusow, Generalfeldmarschall der russischen Armee, Held des Krieges gegen Napoleon
- 1748: Maria Franzisca von Heppenstein, Dame der Münchener Gesellschaft
- 1750: Johann Melchior Kubli, Schweizer Politiker
- 1751: Ernst Friedrich Hektor Falcke, Bürgermeister von Hannover
- 1751: Johann Joseph Kausch, schlesischer Mediziner und Schriftsteller
- 1753: Mühlhiasl, bayerischer Weissager und Prophet
- 1755: Karoline Ludecus, deutsche Schriftstellerin
- 1757: Alexander Ferdinand von Mellentin, königlich-sächsischer Generalmajor
- 1768: Rozalia Lubomirska, polnische Adlige, Opfer der Französischen Revolution
- 1769: Karl Albert von Kamptz, deutscher Jurist, Staats- und Justizminister von Preußen
- 1771: Friedrich Johann Christoph Cleemann, deutscher evangelischer Geistlicher und Privatgelehrter
- 1772: Friedrich Karl Rumpf, deutscher Literaturwissenschaftler, Rhetoriker, evangelischer Theologe und Altphilologe
- 1777: Auguste de Caulaincourt, französischer General
- 1777: Nathan Mayer Rothschild, deutsch-britischer Bankier

- 1782: Daoguang, Kaiser von China

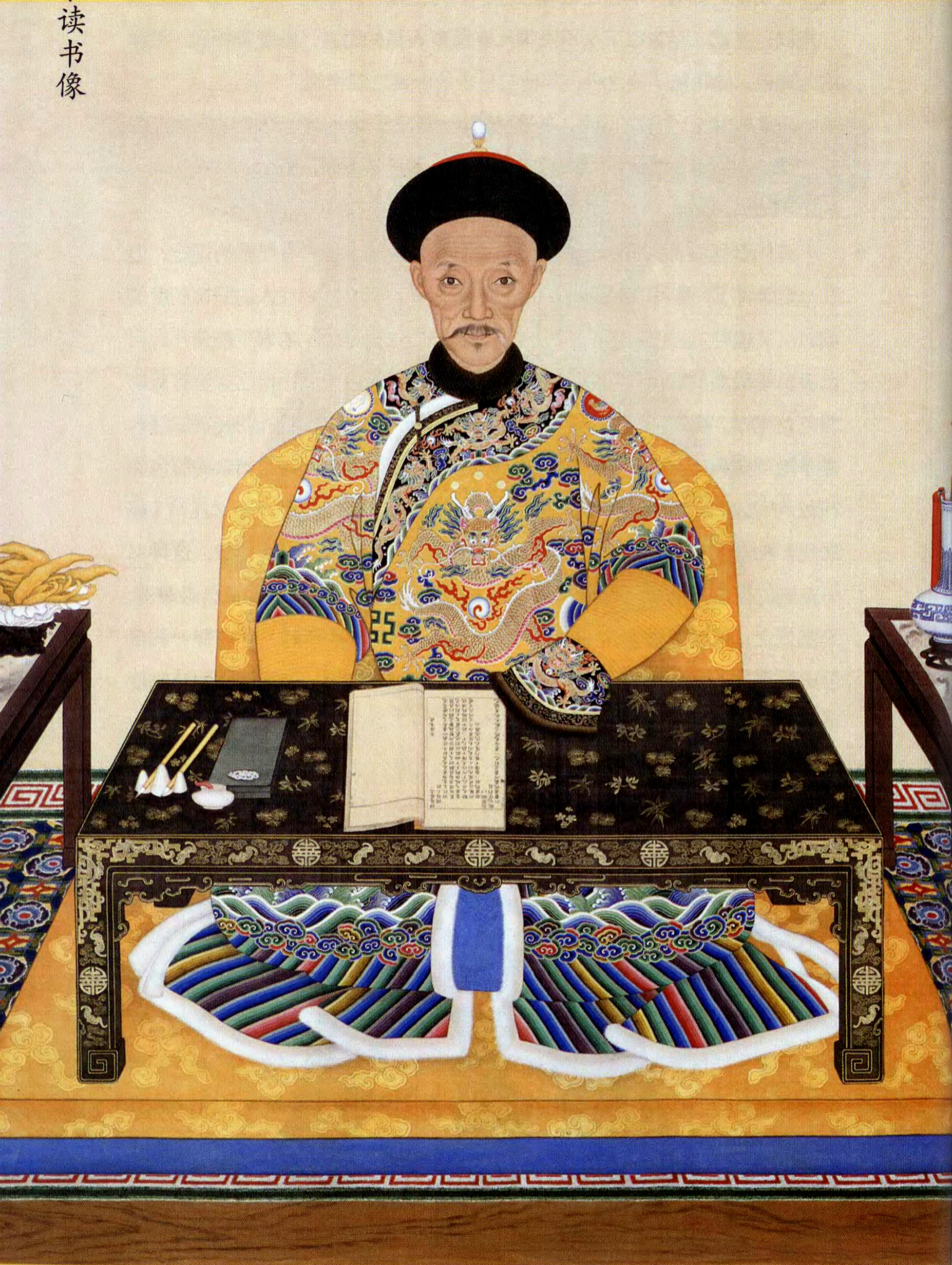
Daoguang (* 1782)

- 1782: Johannes von Werner, deutscher Politiker
- 1783: Johann Gottfried Scheibel, deutscher Geistlicher, Kirchenvater der Evangelisch-lutherischen (altlutherischen) Kirche
- 1785: Christian Friedrich Illgen, deutscher evangelischer Geistlicher und Hochschullehrer
- 1789: Mariano de Aycinena y Piñol, guatemaltekischer Staatschef
- 1790: Wilhelm von Ludwig, deutscher Mediziner
- 1790: Thomas Vowler Short, britischer Geistlicher und Schriftsteller
- 1794: Floris Nollet, belgischer Professor, Firmengründer und Erfinder
- 1796: Johann Daniel Elster, deutscher Musikprofessor und Chorleiter
- 1797: Anthony Panizzi, italienischer Bibliothekar
- 1797: Johann Friedrich Ludwig Wöhlert, deutscher Unternehmer
- 1800: Johann Wilhelm Ernst Wägner, deutscher Schriftsteller und evangelischer Theologe

### 19. Jahrhundert

#### 1801–1850
- 1806: Fjodor Fjodorowitsch Andresen, russischer Maler
- 1812ː Anna Louisa Geertruida Bosboom-Toussaint, niederländische Schriftstellerin
- 1812: Robert Fortune, englischer Gärtner und Forschungsreisender
- 1815: Ernest Boulanger, französischer Komponist
- 1819ː Marie-Françoise Bernard, französische Anti-Vivisektionistin
- 1820: Johannes Horkel, deutscher Philologe und Schulleiter

Alwine Wuthenow (* 1820)

- 1820: Alwine Wuthenow, niederdeutsche Dichterin
- 1823: Mihailo Obrenović, serbischer Fürst
- 1825: Simeon Bavier, Schweizer Politiker, Bundesrat
- 1826: Ernst I., Herzog von Sachsen-Altenburg
- 1828ː Marie Hinrichs, deutsche Sängerin und Komponistin
- 1829: Hugo Steuer, deutscher Architekt und Militärbaumeister
- 1832: George Washington Custis Lee, General der Konföderierten, College-Präsident
- 1834: Asa S. Bushnell, US-amerikanischer Politiker
- 1834: Julius Wolff, deutscher Dichter und Schriftsteller
- 1837: Peter V., König von Portugal
- 1842: Alessandro Fortis, italienischer Politiker, Ministerpräsident

Leonie Aviat (* 1844)

- 1844: Leonie Aviat, französische Ordensschwester
- 1844: Hendrik Jacobus Hamaker, niederländischer Rechtswissenschaftler
- 1846: Seth Carlo Chandler, US-amerikanischer Astronom
- 1846: Anna Kingsford, englische Ärztin, Frauenrechtlerin, Autorin und Theosophin
- 1848: John J. Adams, US-amerikanischer Jurist und Politiker
- 1848: Henry Goudy, britischer Jurist und Hochschullehrer
- 1849: Ferdinand von Lochow III., deutscher Landwirt und Pflanzenzüchter
- 1849: Ottilie Schwahn, deutsche Erzählerin
- 1850: Ottmar von Angerer, deutscher Mediziner

#### 1851–1875
- 1851: Emilia Pardo Bazán, spanische Schriftstellerin
- 1853: Clemens Baeumker, deutscher Philosoph und Philosophiehistoriker
- 1853: Albrecht Kossel, deutscher Biochemiker, Nobelpreisträger
- 1854: Alfred von Montenuovo, österreichischer Hofbeamter
- 1857: Emanuel Wurm, deutscher Politiker, MdR, Mitglied der Weimarer Nationalversammlung, Staatssekretär des Reichsernährungsamtes

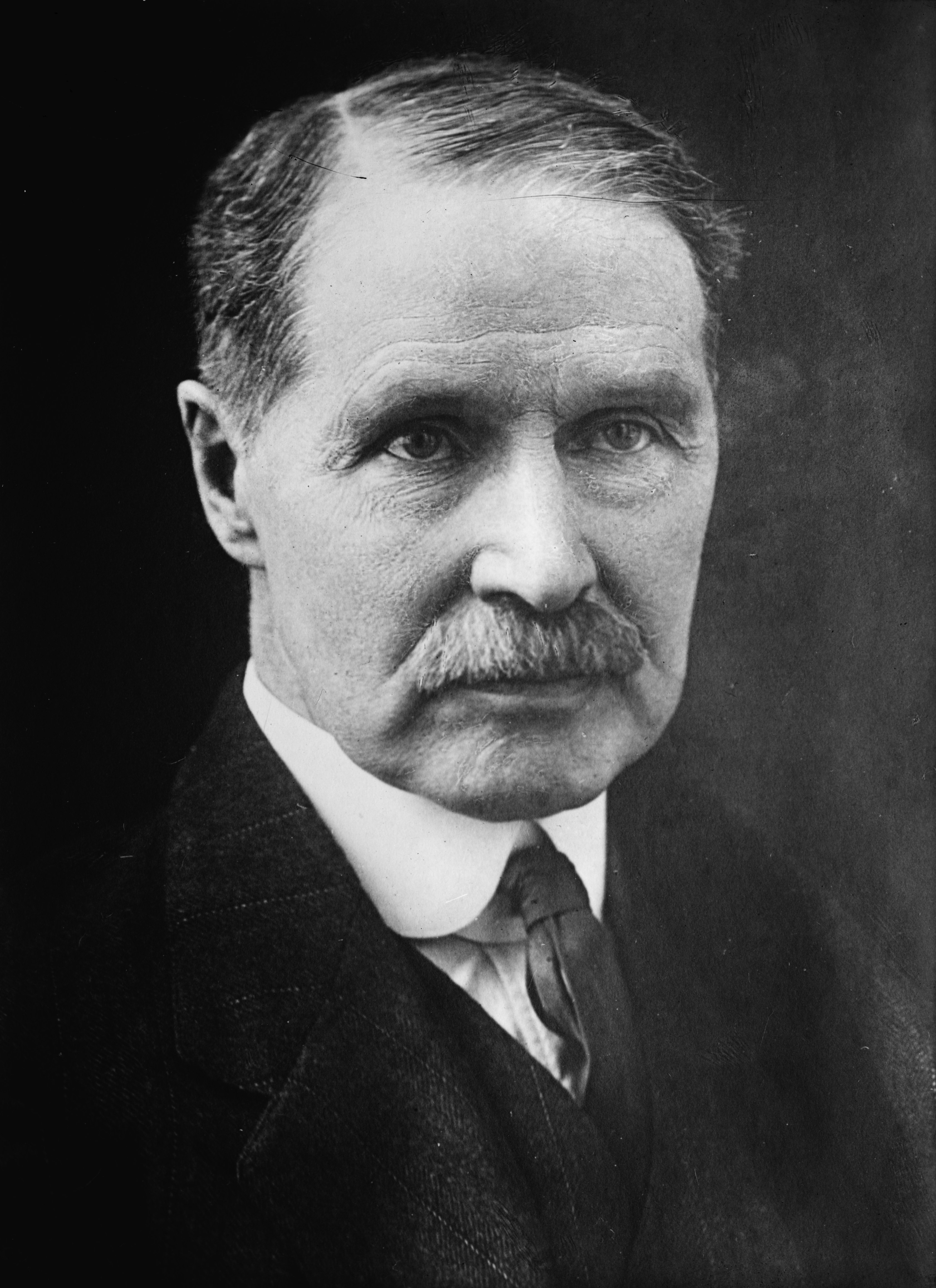
Andrew Bonar Law (* 1858)

- 1858: Andrew Bonar Law, britischer Politiker, Premierminister
- 1859: Frank Gooding, US-amerikanischer Politiker, Gouverneur von Idaho, Senator
- 1859: Yuan Shikai, chinesischer Militär und Politiker, Minister, Premierminister, Staatspräsident, selbsternannter Kaiser
- 1861: Otto Bollhagen, deutscher Industriemaler
- 1861: Franz Matsch, österreichischer Maler
- 1862: Juliusz Bursche, polnischer Geistlicher, Landesbischof
- 1863: Karl von Auwers, deutscher Chemiker

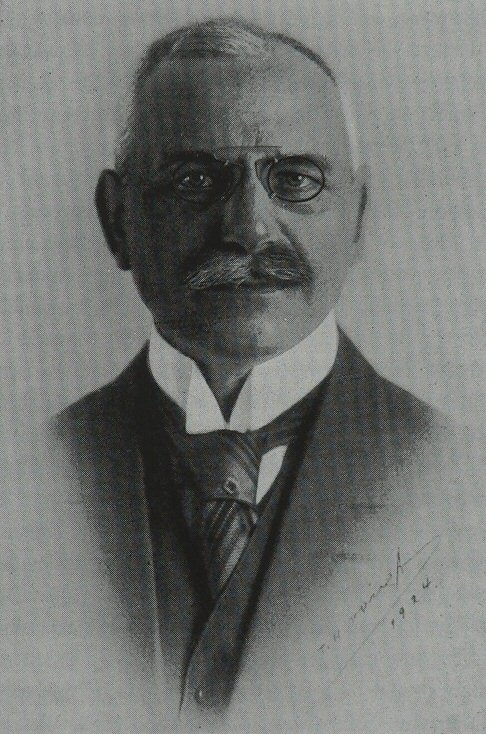
Gerd Voigt (* 1866)

- 1866: Gerd Voigt, deutscher Politiker, MdL, Oberbürgermeister u. a. von Frankfurt am Main
- 1870: John Pius Boland, irischer Jurist, Politiker und Tennisspieler, Olympiasieger
- 1870: Abraham Mozes Reens, niederländischer Anarchist
- 1874: Frederic Edward Clements, US-amerikanischer Botaniker und Universitätsprofessor
- 1874: Heinrich Konen, deutscher Physiker und Politiker, MdL, Landesminister
- 1874: Ricardo Flores Magón, mexikanischer Anarchist
- 1874: Willi Seroski, deutscher Kommunalpolitiker
- 1875: Enno Littmann, deutscher Orientalist
- 1875: Eva Mylott, australische Opernsängerin
- 1875: Wolfgang Wegener, deutscher Marineoffizier

#### 1876–1900
- 1876: Francisco Camet, argentinischer Fechter
- 1876ː Marian Cruger Coffin, US-amerikanische Landschaftsarchitektin
- 1876: Marvin Hart, US-amerikanischer Boxweltmeister im Schwergewicht
- 1878: Karl Albiker, deutscher Bildhauer und Schüler von Auguste Rodin
- 1878: Rudolf Schäfer, deutscher Kirchenmaler
- 1878: William Strang, schottisch-kanadischer Fußballspieler

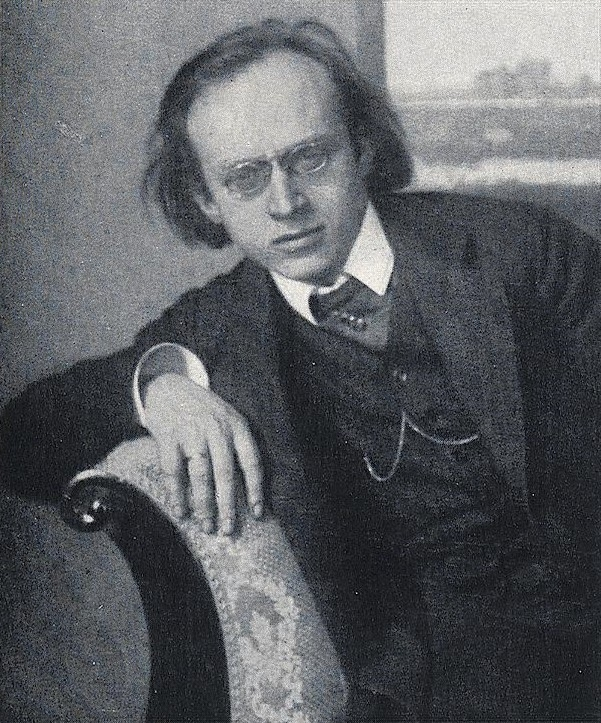
Herwarth Walden (* 1878)

- 1878: Herwarth Walden, deutscher Schriftsteller, Verleger, Galerist, Musiker und Komponist, Förderer der deutschen Avantgarde des frühen 20. Jahrhunderts
- 1879: Josep Maria Jujol, katalanischer Architekt
- 1880: Carl Carls, deutscher Schachspieler
- 1880: Alfred Noyes, britischer Dichter
- 1881: Enrico Cobioni, Schweizer Luftfahrtpionier
- 1881: Ludwig Klitzsch, deutscher Publizist und Unternehmer
- 1882: Rudolf Kägi, Schweizer Lehrer, Heimatforscher und Schriftsteller
- 1882: Ricardo Rojas, argentinischer Schriftsteller, Essayist, Bildungspolitiker und Pädagoge
- 1884: Philipp Wilhelm Jung, deutscher Jurist und Politiker, MdL, Ministerpräsident des Volksstaates Hessen, Bürgermeister von Wien
- 1885: Felix Basch, österreichischer Schauspieler und Regisseur

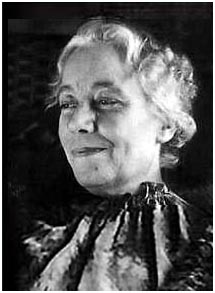
Karen Horney (* 1885)

- 1885: Karen Horney, deutsch-US-amerikanische Psychoanalytikerin
- 1886: Hans Arp, deutsch-französischer Maler, Bildhauer und Dichter
- 1886: Dorothea von Arronet, deutschbaltische Malerin, Illustratorin und Grafikerin
- 1886: Raimund Weisbach, deutscher U-Boot-Kommandant
- 1887: Nadia Boulanger, französische Musikpädagogin, Komponistin und Dirigentin
- 1887: Louise Boyd, US-amerikanische Polar- und Grönlandforscherin
- 1888: Almira Sessions, US-amerikanische Schauspielerin
- 1888: Frans Eemil Sillanpää, finnischer Schriftsteller, Nobelpreisträger
- 1889: Mercédès Jellinek, österreichische Diplomatentochter, Namenspatin der Automobilmarke Mercedes-Benz
- 1890: Ernst Deutsch, österreichischer Schauspieler

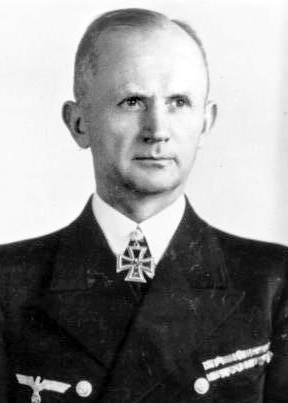
Karl Dönitz (* 1891)

- 1891: Karl Dönitz, deutscher Großadmiral, letzter Präsident des Deutschen Reiches
- 1891: Stéphanie zu Hohenlohe-Waldenburg-Schillingsfürst, deutsche Spionin
- 1891: Rudolf Lehmann, deutscher Historiker
- 1891: Wilhelm Süssmann, deutscher Generalleutnant
- 1892: Werner Bergengruen, deutscher Schriftsteller und Übersetzer
- 1893: Alexander Korda, ungarisch-britischer Filmregisseur
- 1893: Albert Szent-Györgyi, ungarischer Biochemiker, Nobelpreisträger
- 1894: Charles Crodel, französischer Maler
- 1895: Karol Rathaus, polnischer Komponist
- 1897: Heinz Wismann, deutscher Germanist und Ministerialrat
- 1899: Hans Swarowsky, österreichischer Dirigent

### 20. Jahrhundert

#### 1901–1925
- 1901: Rut Bahlsen, schwedische Autorin
- 1901: Hans Joachim Breustedt, deutscher Maler und Grafiker
- 1901: Ugo Frigerio, italienischer Leichtathlet, Olympiasieger
- 1902: Jean Bourgknecht, Schweizer Politiker und Bundesrat

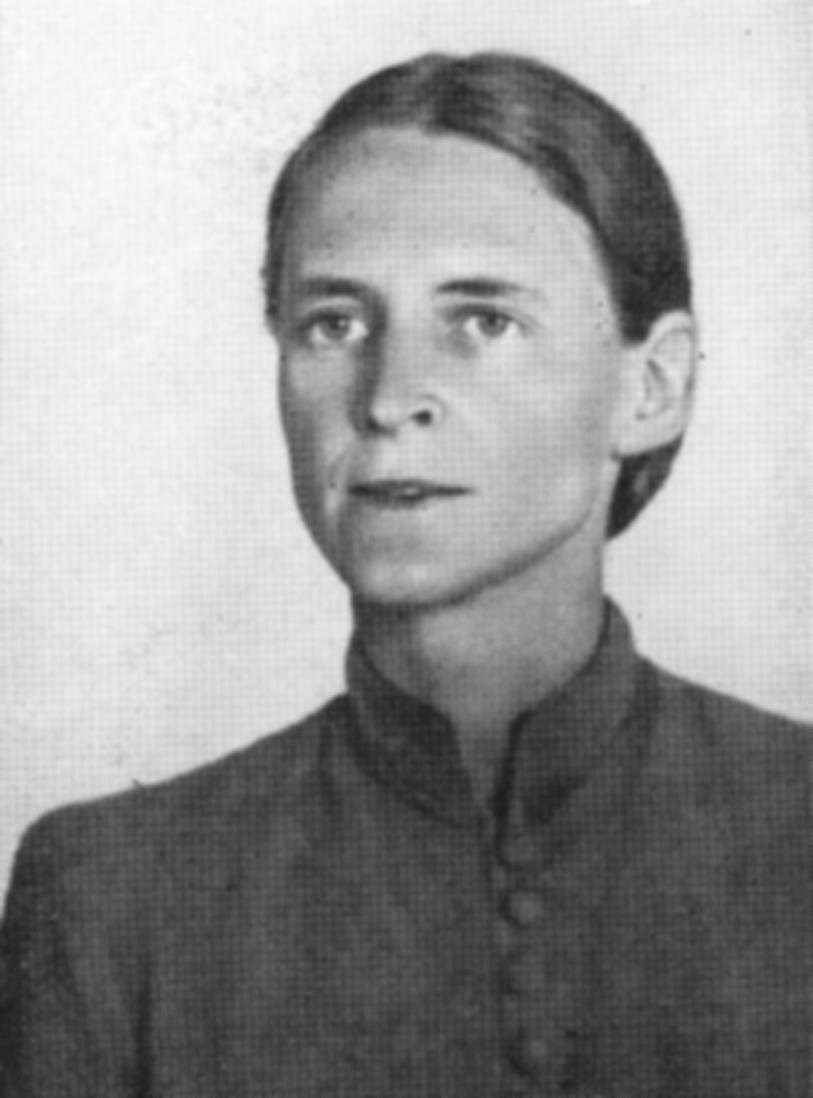
Mildred Harnack-Fish (* 1902)

- 1902: Mildred Harnack-Fish, US-amerikanisch-deutsche Literaturwissenschaftlerin, Übersetzerin und Widerstandskämpferin
- 1902: Germaine Richier, französische Bildhauerin und Grafikerin
- 1902: Veli Saarinen, finnischer Skilangläufer
- 1903: Gwen Bristow, US-amerikanische Journalistin und Schriftstellerin
- 1903: Joe Venuti, US-amerikanischer Musiker
- 1904: Stewart Adams, kanadischer Eishockeyspieler
- 1904: Alfred Klahr, österreichischer Staatswissenschaftler, Parteifunktionär, Journalist und Widerstandskämpfer
- 1905: Vladimír Holan, tschechischer Lyriker
- 1908: Marija Israilewna Grinberg, sowjetische Pianistin und Klavierlehrerin
- 1908: Karl Pannos, österreichischer Turner
- 1908: Friedrich Torberg, österreichischer Schriftsteller und Journalist
- 1909: Marshall S. Carter, US-amerikanischer Offizier, Direktor der NSA
- 1910: Karl Kling, deutscher Automobilrennfahrer
- 1910: Henri Roessler, französischer Fußballspieler und -trainer
- 1911: Charles Amer, britischer Unternehmer, Präsident des FC Middlesbrough
- 1912: György Sárosi, ungarischer Fußballspieler und -trainer
- 1914: Takada Toshiko, japanische Lyrikerin
- 1915: Cloyd Duff, US-amerikanischer Paukist
- 1916: Rudolf Bielka, deutscher Agrarwissenschaftler und Hochschullehrer

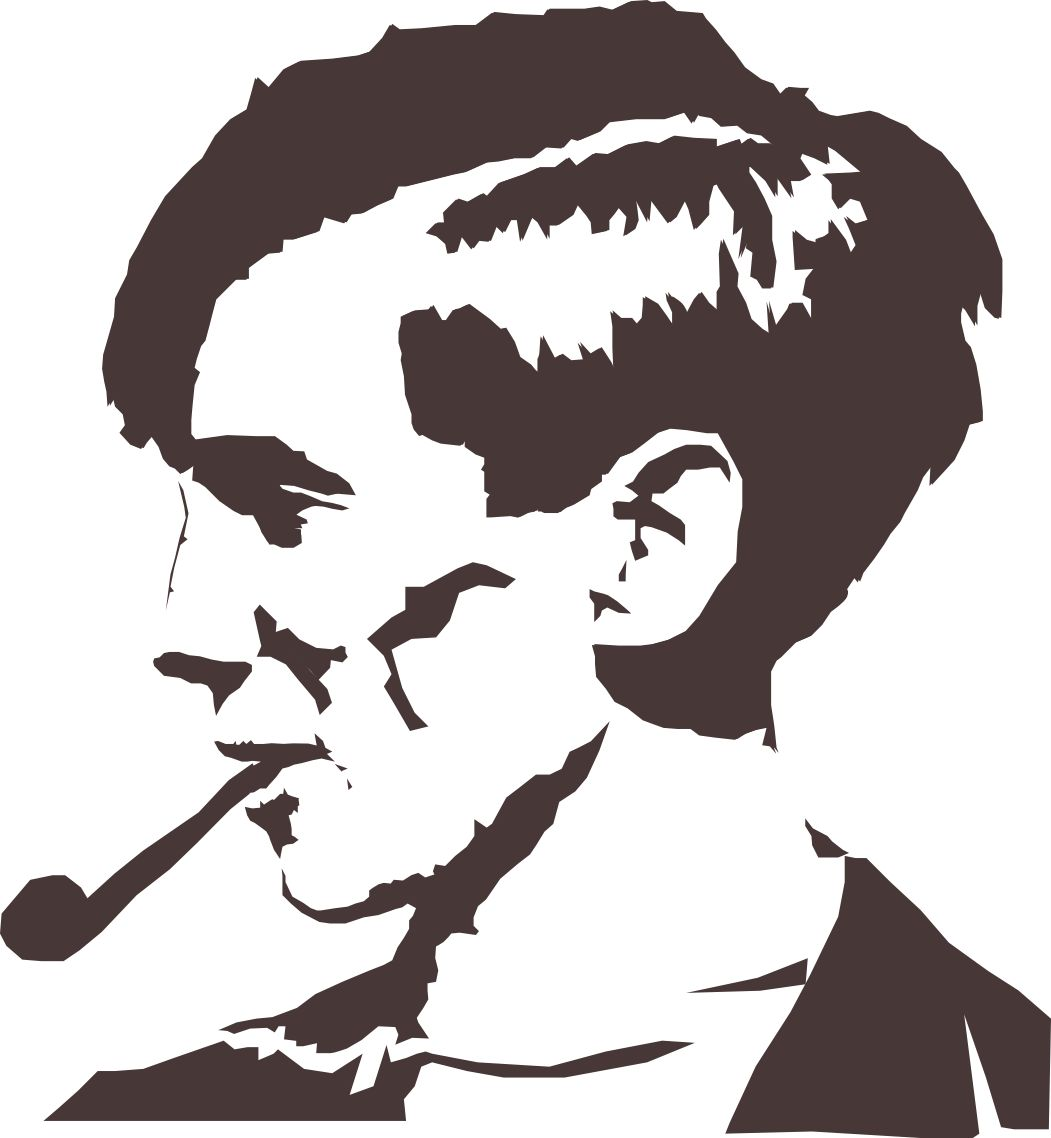
Alexander Schmorell (* 1917)

- 1917: Alexander Schmorell, deutscher Student und Künstler, Mitbegründer der Widerstandsgruppe Weiße Rose, NS-Opfer
- 1918: Władysław Kędra, polnischer Pianist und Musikpädagoge
- 1918: Enno Spielhagen, deutscher Rundfunksprecher, -moderator und Discjockey
- 1919: Sven-Erik Bäck, schwedischer Komponist
- 1919: Hilde Purwin, deutsche Journalistin
- 1920: Hannie Schaft, niederländische Widerstandskämpferin
- 1921: Walter Boehlich, deutscher Literaturkritiker, Autor, Lektor und Übersetzer
- 1921: Ursula Franklin, deutsch-kanadische Physikerin
- 1921: Fritz Geißler, deutscher Komponist und Bratschist
- 1921: Jon Hendricks, US-amerikanischer Jazz-Sänger
- 1922: Artur Doppelmayr, österreichischer Seilbahnpionier
- 1922: Guy Hamilton, britischer Regisseur
- 1922: Janis Paige, US-amerikanische Schauspielerin
- 1922: Ursula Wölfel, deutsche Kinderbuchautorin
- 1923: Lee Kuan Yew, Singapurer Politiker

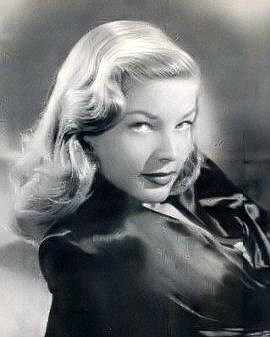
Lauren Bacall (* 1924)

- 1924: Lauren Bacall, US-amerikanische Schauspielerin
- 1924: Raoul Coutard, französischer Kameramann und Fotograf
- 1924: Gianfranco De Bosio, italienischer Film- und Theaterregisseur, Drehbuchautor
- 1925: Felix Auer, schweizerischer Ökonom, Journalist und Politiker
- 1925: Jonny Buchardt, deutscher Komödiant
- 1925: Charlie Byrd, US-amerikanischer Jazzgitarrist
- 1925: B. B. King, US-amerikanischer Bluesmusiker

#### 1926–1950
- 1926: Doug Hepburn, kanadischer Gewichtheber
- 1926ː Käthe Overath, deutsche Widerstandskämpferin, Gerechte unter den Völkern
- 1926: Robert Schuller, US-amerikanischer Fernsehprediger

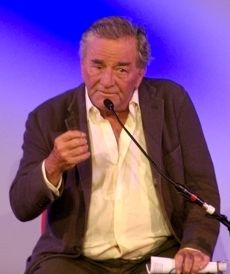
Peter Falk (* 1927)

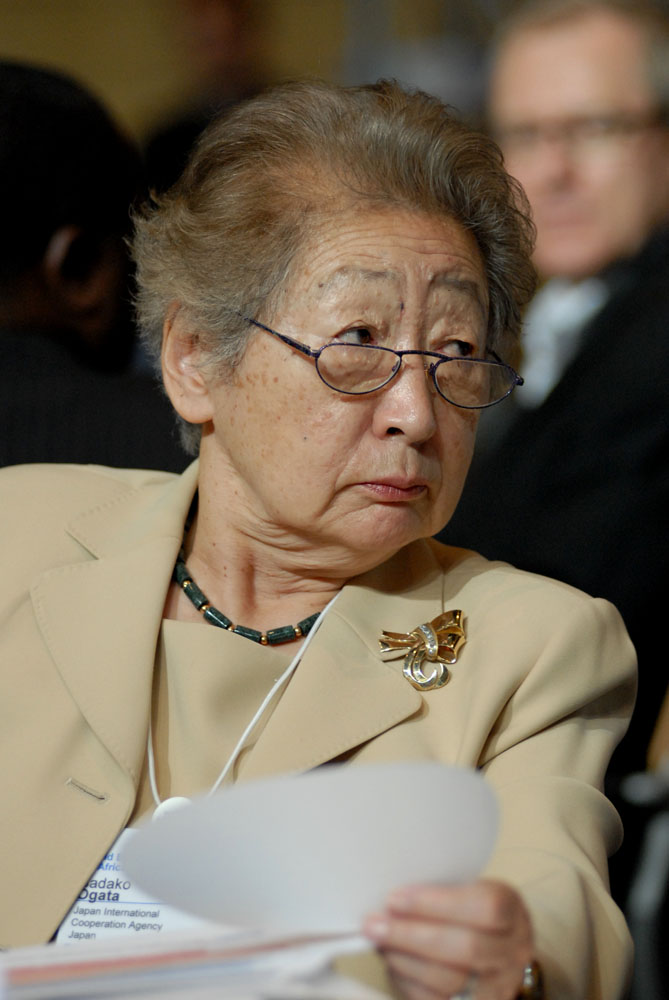
Sadako Ogata (* 1927)

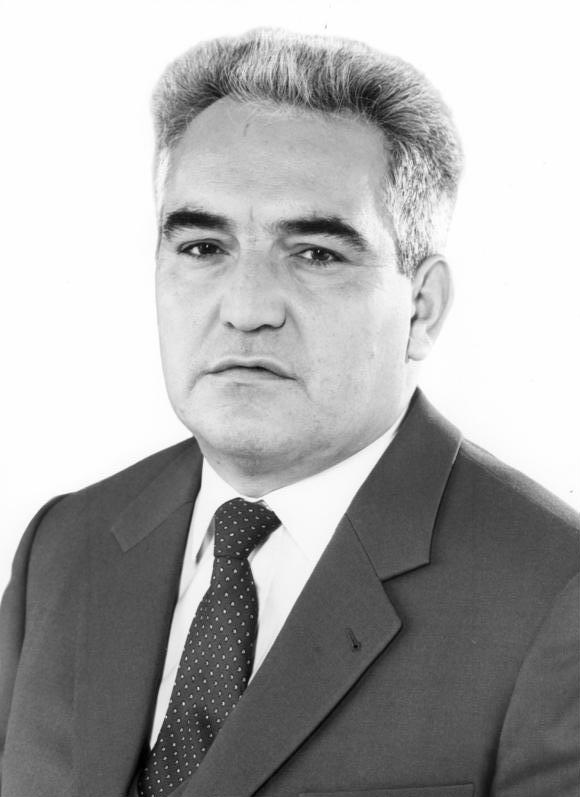
Günther Kleiber (* 1931)

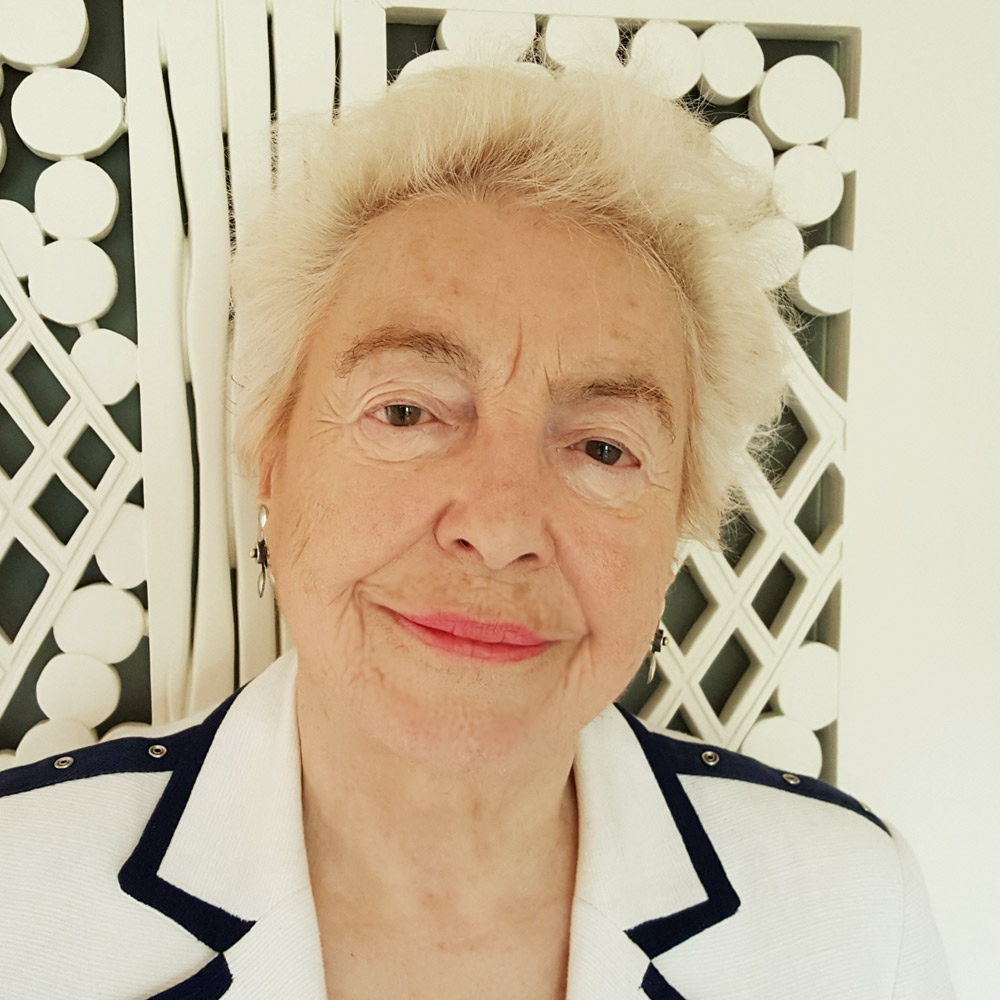
Dame Stephanie Shirley (* 1933)

- 1927: Jan de Vroom, niederländischer Autorennfahrer und Unternehmer
- 1927: Peter Falk, US-amerikanischer Schauspieler und Filmproduzent
- 1927: Karel Gut, tschechischer Eishockeytrainer
- 1927: Sadako Ogata, japanische Hochschullehrerin und UN-Diplomatin
- 1928: Sieghart von Arnim, deutscher Manager und Sachbuchautor
- 1928: John Adel Elya, libanesischer Geistlicher, Bischof von Newton
- 1929: Hans Bouwmeester, niederländischer Schachspieler
- 1929: Dschamschid ibn Abdullah, letzter Sultan von Sansibar
- 1929ː Verica Nedeljković, serbische Schachspielerin
- 1930: Anne Francis, US-amerikanische Filmschauspielerin
- 1930: Egon Schidan, deutscher Boxer
- 1931: Irène Galter, italienische Schauspielerin
- 1931: Tadeusz Gocłowski, Erzbischof von Danzig
- 1931: Günther Kleiber, deutscher Politiker, Mitglied des Politbüros des ZK der SED und Minister in der DDR
- 1931: Little Willie Littlefield, US-amerikanischer Musiker und Songwriter
- 1932: Kurt Armbruster, Schweizer Fußballspieler
- 1933: Georges Héligoin, französischer Autorennfahrer
- 1933: Stephanie Shirley, britische Unternehmerin und Philanthropin
- 1934: Elgin Baylor, US-amerikanischer Basketballspieler
- 1934ː Natalia Bolívar, kubanische Schriftstellerin und Ethnologin
- 1934: Hans A. Engelhard, deutscher Politiker, MdB, Bundesjustizminister
- 1934: George Chakiris, US-amerikanischer Schauspieler
- 1934: Reinhard Döhl, deutscher Literatur- und Medienwissenschaftler, Autor und Künstler
- 1934: Jakup Mato, albanischer Literaturkritiker
- 1935: Carl Andre, US-amerikanischer Objektkünstler
- 1935: Andrew Hedges, britischer Autorennfahrer

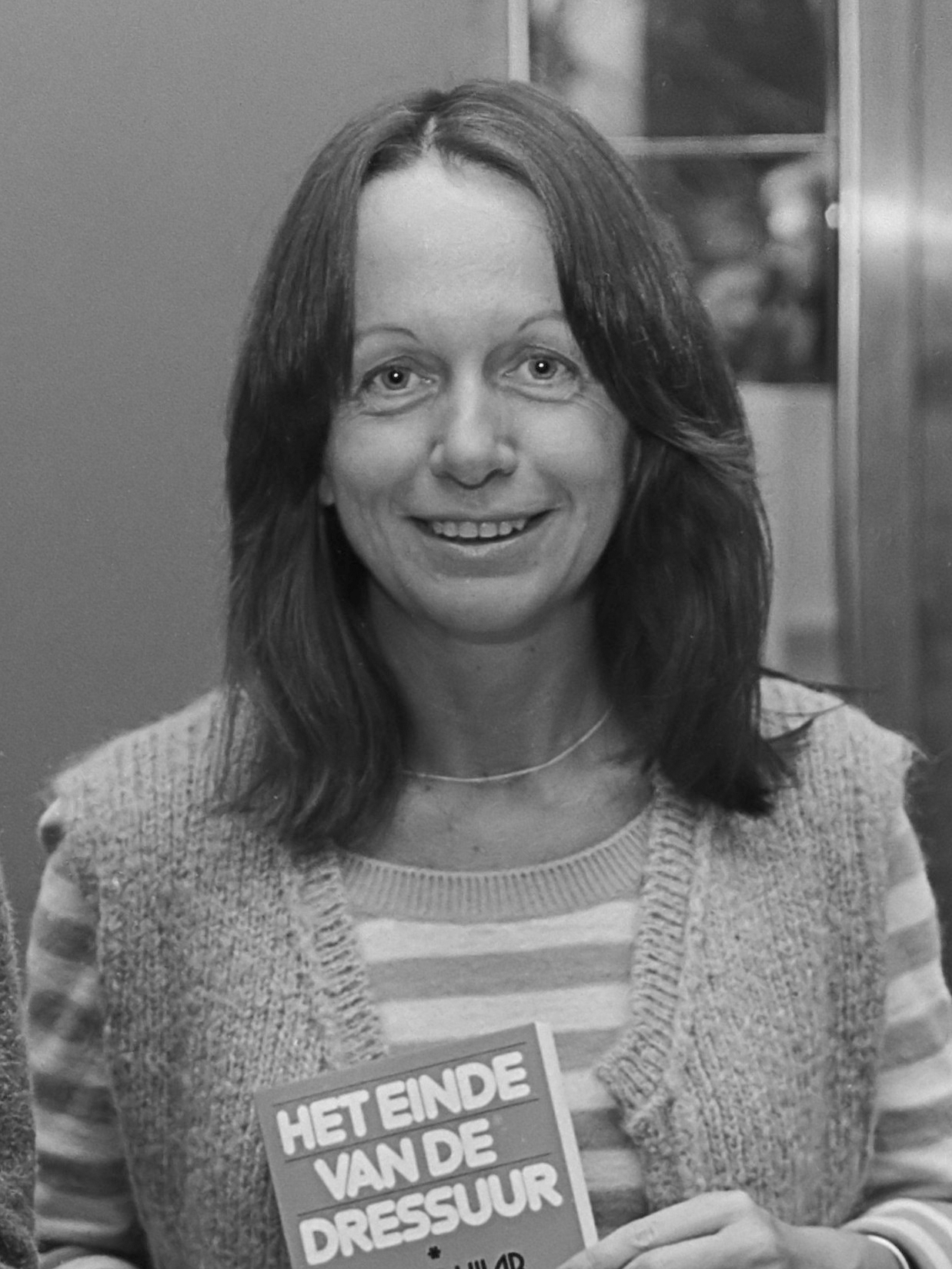
Esther Vilar (* 1935)

- 1935: Esther Vilar, argentinisch-deutsche Schriftstellerin
- 1936: Ekkehard Gries, deutscher Jurist und Politiker, MdL, Landesminister, MdB
- 1936: Karin Hübner, deutsche Schauspielerin
- 1937: Horst Keil, deutscher evangelischer Pfarrer, Journalist und Autor
- 1937: Karel Milota, tschechischer Dichter, Schriftsteller und Übersetzer
- 1938: Gerd Peter Werner, deutscher Heilpraktiker und Politiker, MdB
- 1939: Breyten Breytenbach, südafrikanischer Schriftsteller und Maler
- 1939: Udo Steiner, deutscher Jurist, Richter des Bundesverfassungsgerichts
- 1940: Jutta Heine, deutsche Leichtathletin
- 1940: Dietrich H. Hoppenstedt, deutscher Jurist, Präsident des Deutschen Sparkassen- und Giroverbands
- 1940: Linde Knoch, deutsche Märchenerzählerin und Autorin
- 1941: Richard Perle, US-amerikanischer Politiker
- 1941: Hans-Georg Stümke, Wetterbeobachter, Schriftsteller, Lehrer, Historiker und Publizist
- 1942: Beverly Aadland, US-amerikanische Schauspielerin
- 1942: Ingrid Stahmer, deutsche Kommunalpolitikerin
- 1942: Gabrielle Traxler, österreichische Politikerin
- 1943: Klaus Werner Grewlich, deutscher Diplomat

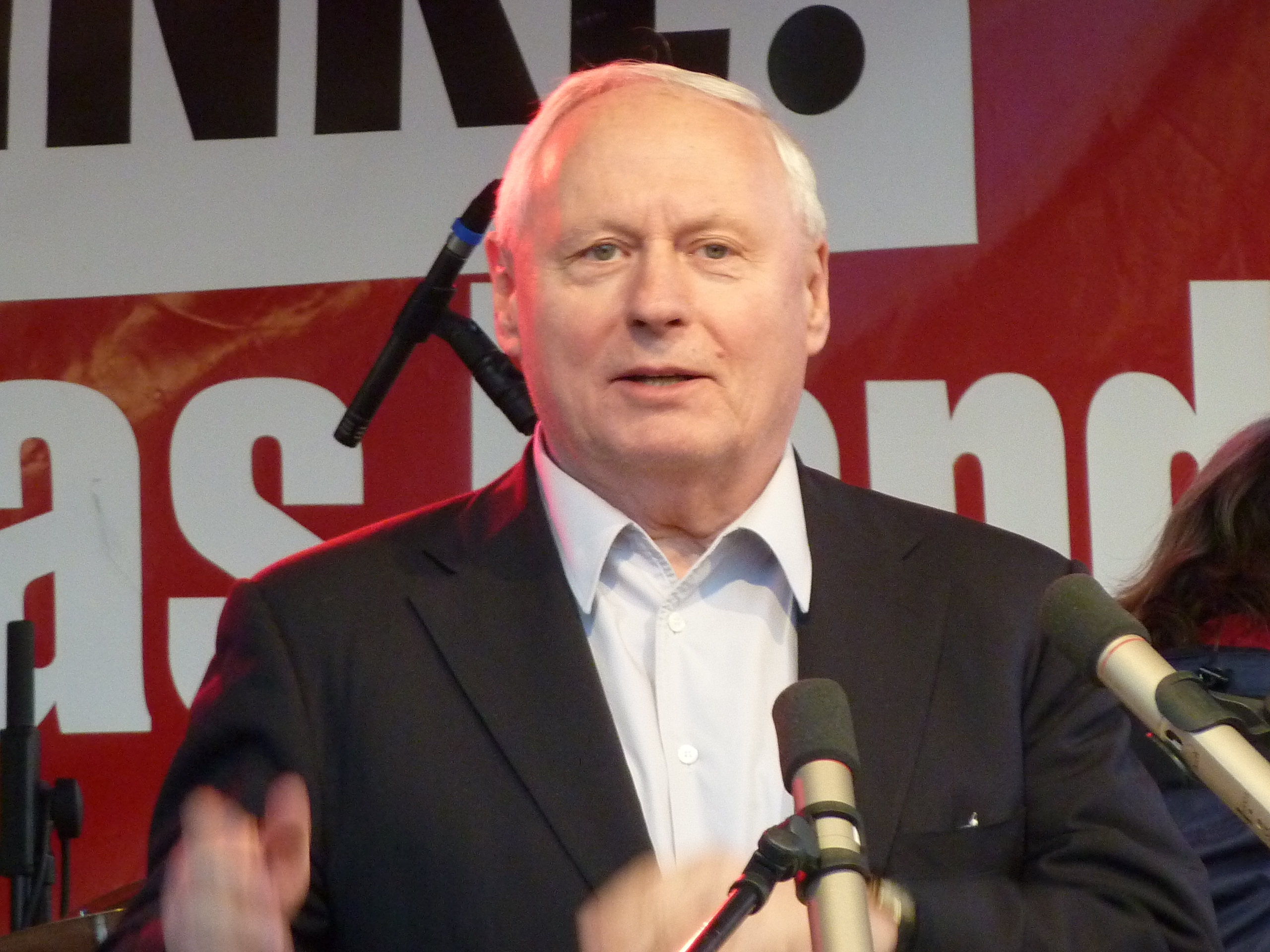
Oskar Lafontaine (* 1943)

- 1943: Oskar Lafontaine, deutscher Politiker, Oberbürgermeister von Saarbrücken, MdL, Ministerpräsident des Saarlandes, MdB, Bundesminister
- 1943: Peter Schlack, schwäbischer Mundartdichter, bildender Künstler, Autodidakt und Jazzmusiker
- 1943: Bärbel Wartenberg-Potter, deutsche Bischöfin der Nordelbischen Evangelisch-Lutherischen Kirche
- 1944: Michael Edwards, US-amerikanischer Schauspieler
- 1944: Herma Koehn, deutsche Schauspielerin und Hörspielsprecherin
- 1944: Klaus-Peter Müller, Vorstandssprecher der Commerzbank
- 1944: Ard Schenk, niederländischer Eisschnellläufer
- 1945: Jörg Grunert, deutscher Geograph
- 1945: Alexander Wladimirowitsch Ruzkoi, russischer Offizier und Politiker
- 1947: Steven Gellman, kanadischer Komponist, Pianist und Musikpädagoge
- 1947: Ilona Gusenbauer, österreichische Leichtathletin
- 1947: Dieter Riedel, deutscher Fußballspieler und -trainer
- 1948: Jürgen Dollase, deutscher Gastronomie-Kritiker und Journalist
- 1948: Kenney Jones, britischer Musiker
- 1949: Ed Begley junior, US-amerikanischer Filmschauspieler
- 1949: Rüdiger May, deutscher Politikwissenschaftler, PR-Berater und Autor
- 1950: Loyola de Palacio, spanische Politikerin, EU-Kommissarin

#### 1951–1975

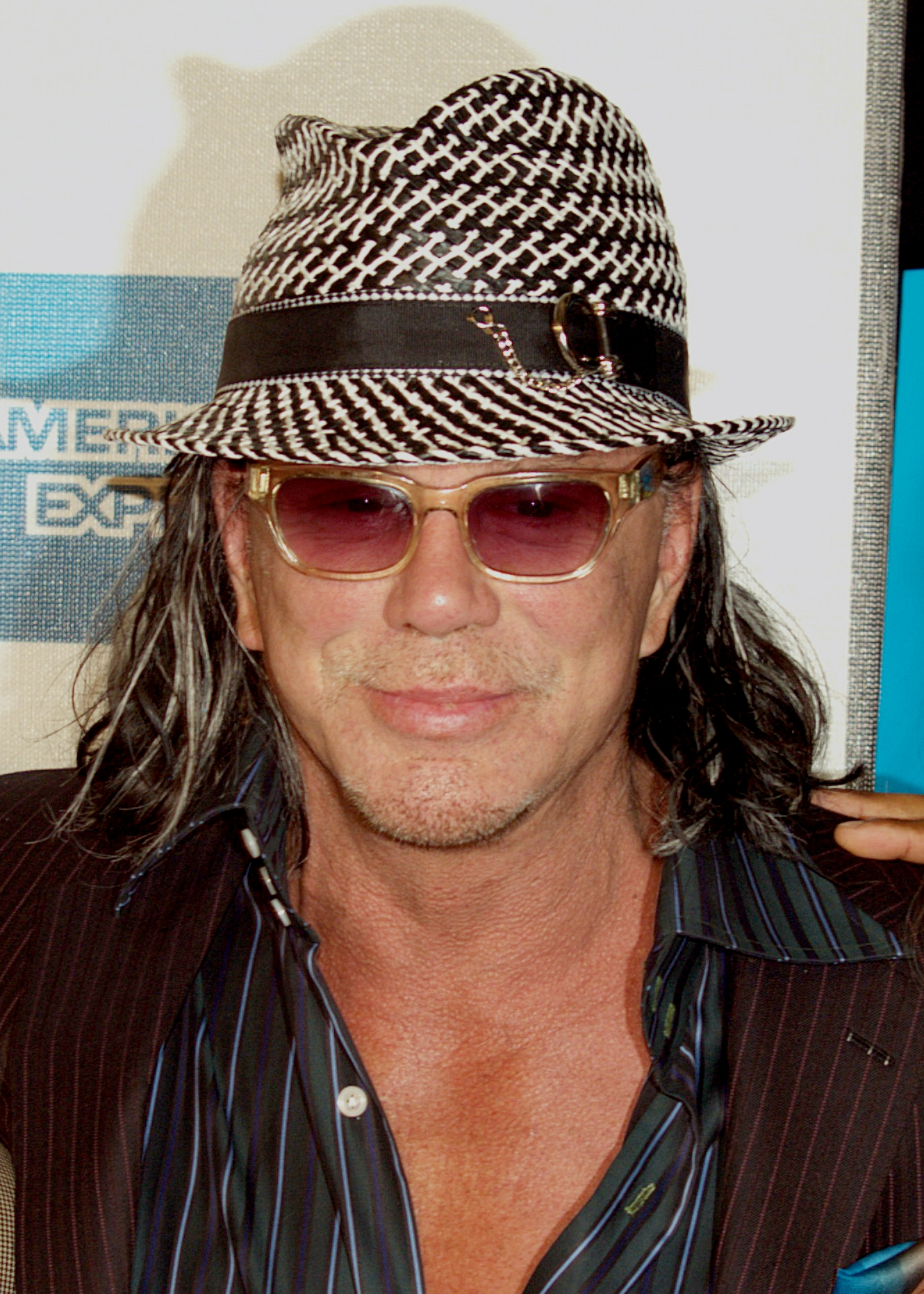
Mickey Rourke (* 1952)

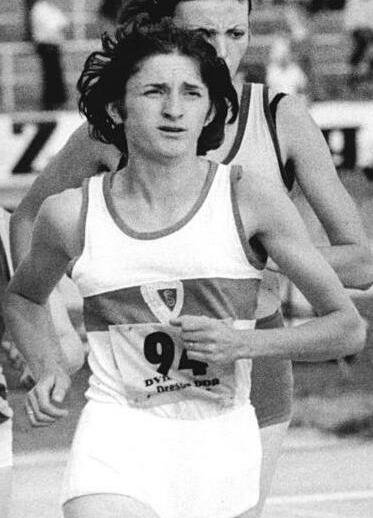
Waltraud Strotzer (* 1952)

David Copperfield (* 1956)

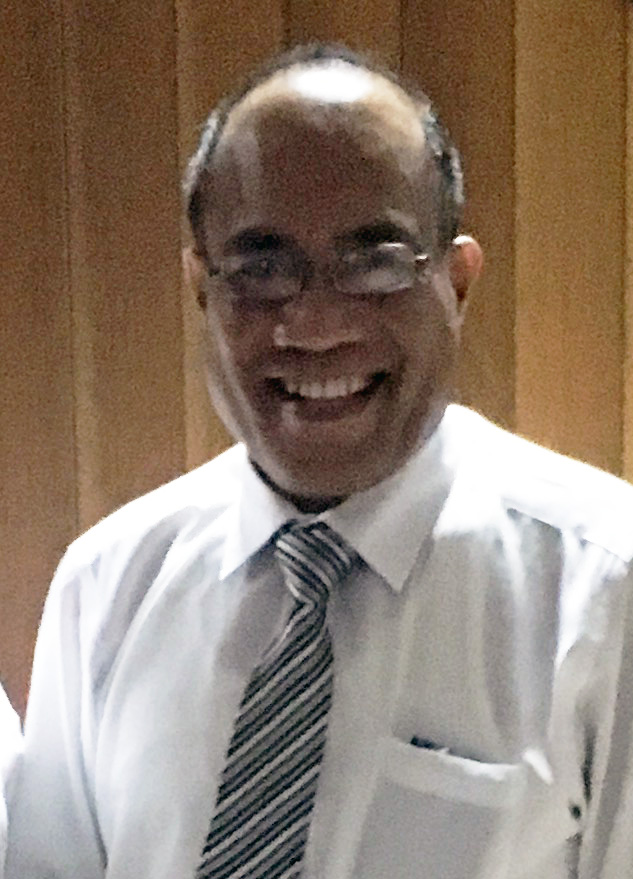
Taneti Maamau (* 1960)

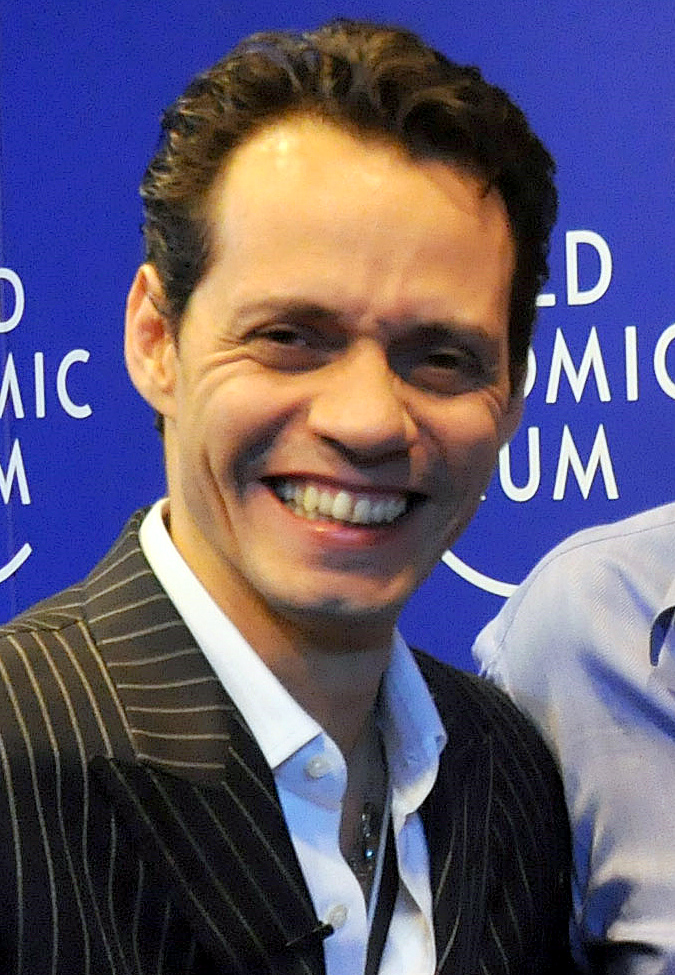
Marc Anthony (* 1968)

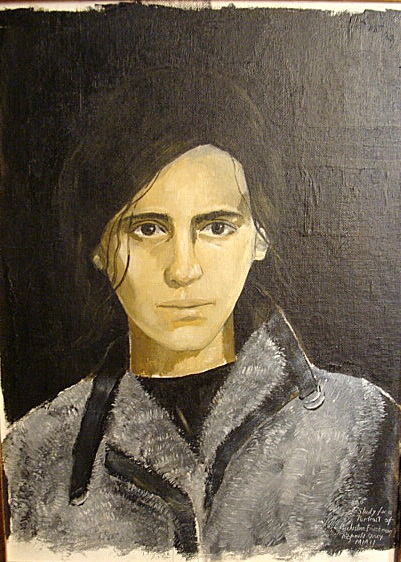
Justine Frischmann (* 1969)

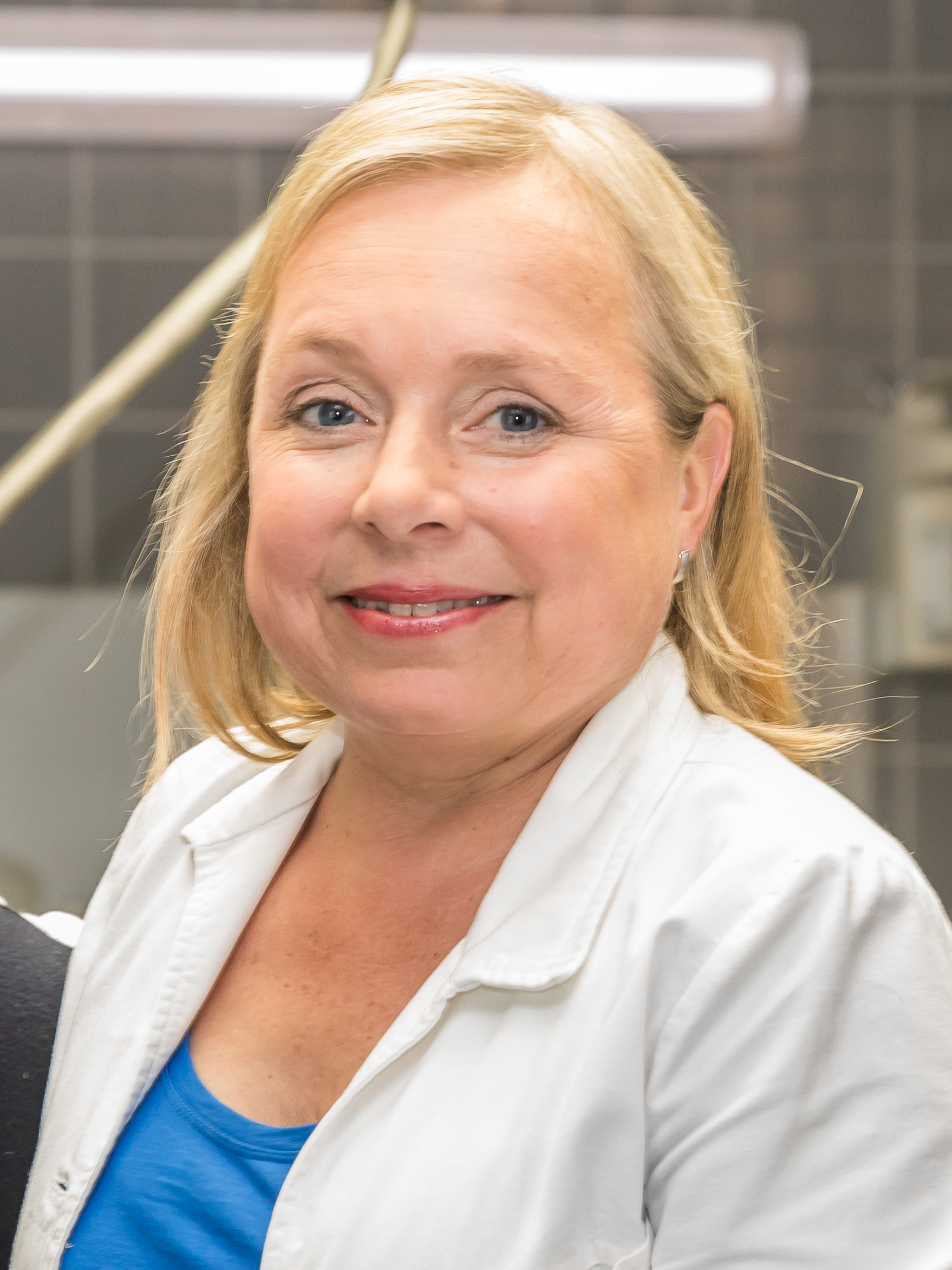
Christine Urspruch (* 1970)

- 1951: Alice Hoffmann, deutsche Schauspielerin und Komikerin
- 1951: Thomas Kapielski, Autor, bildender Künstler, Musiker
- 1951: René van de Kerkhof, niederländischer Fußballspieler
- 1951: Willy van de Kerkhof, niederländischer Fußballspieler
- 1951: Cornelius Sim, bruneiischer Bischof und Kardinal
- 1951: Mira Waganowa, sowjetische Ruderin
- 1952: Fatos Nano, albanischer Politiker, Premierminister
- 1952: Mickey Rourke, US-amerikanischer Filmschauspieler
- 1952: Waltraud Strotzer, deutsche Leichtathletin
- 1952: Iwan Tscharota, weißrussischer Sprachwissenschaftler
- 1953: Kurt Fuller, US-amerikanischer Schauspieler
- 1953: Olga Lara, dominikanische Sängerin und Komponistin
- 1953: Hans Jürgen Prömel, deutscher Mathematiker
- 1953: Christopher Rich, US-amerikanischer Schauspieler
- 1954: Patrick Bourdais, französischer Autorennfahrer
- 1954: Franz Thönnes, deutscher Politiker, MdB, Parlamentarischer Staatssekretär
- 1955: Yolandita Monje, puerto-ricanische Sängerin und Schauspielerin
- 1955: Ulrich Stein, deutscher Regisseur, Drehbuchautor, Filmproduzent und Filmeditor
- 1956: David Copperfield, US-amerikanischer Magier
- 1956: Seppo Eichkorn, deutscher Fußballtrainer
- 1956: Peter Stellwag, deutscher Tischtennisspieler
- 1957: Mark Diesen, US-amerikanischer Schachspieler
- 1957: Assumpta Serna, spanische Schauspielerin
- 1958: Jennifer Tilly, US-amerikanische Schauspielerin
- 1958: Matthias Deutschmann, deutscher Kabarettist
- 1958: Neville Southall, britischer Fußballspieler
- 1959: Andreas Neumeister, deutscher Schriftsteller
- 1960: Jayne Brook, US-amerikanische Schauspielerin
- 1960: Taneti Maamau, kiribatischer Politiker, Staatspräsident
- 1960: Mike Mignola, US-amerikanischer Comicautor und -zeichner
- 1962: Kimberly McArthur, US-amerikanische Schauspielerin und Playmate
- 1962: Armin Medosch, österreichischer Journalist und Medienkünstler
- 1962: Goran Perkovac, kroatischer Handballspieler
- 1963: Richard Marx, US-amerikanischer Sänger und Songschreiber
- 1963: Thomas Larcher, österreichischer Komponist und Pianist
- 1963: Volker Tiemann, deutscher Bildhauer
- 1964: Britta Altenkamp, deutsche Politikerin
- 1964: Molly Shannon, US-amerikanische Schauspielerin
- 1965: Martin Kleen, deutscher Krimiautor
- 1965: André Marty, Schweizer Journalist und Pressesprecher
- 1965: Karl-Heinz Riedle, deutscher Fußballspieler
- 1966: Jun Harada, japanischer Autorennfahrer
- 1966: Kevin Young, US-amerikanischer Leichtathlet
- 1967: Daniele Balli, italienischer Fußballspieler
- 1967: Astrid Böger, deutsche Amerikanistin
- 1967: Mike Smith, kanadischer Zehnkämpfer
- 1968: Marc Anthony, puerto-ricanisch-amerikanischer Komponist und Sänger
- 1968: Rafael Alkorta, spanischer Fußballspieler
- 1969: Justine Frischmann, britisch-amerikanische Musikerin
- 1969: Emanuele Guidi, san-marinesischer Bogenschütze
- 1969: Reiner Kirsten, deutscher Volksmusiksänger
- 1970: Nedeljko Jovanović, serbisch-deutscher Handballspieler
- 1970: Kerttu Rakke, estnische Schriftstellerin
- 1970: Christine Urspruch, deutsche Schauspielerin
- 1971: Annelise Coberger, neuseeländische Skirennläuferin
- 1971: Karsten Kobs, deutscher Leichtathlet
- 1971: Zilla Huma Usman, pakistanische Politikerin und Frauenrechtlerin
- 1972: Vebjørn Rodal, norwegischer Leichtathlet, Olympiasieger
- 1972: Netth Soul, ivorischer Musiker
- 1973: Alexander Winokurow, kasachischer Radrennfahrer
- 1974: Steffen Groth, deutscher Schauspieler
- 1974: Mario Haas, österreichischer Fußballspieler

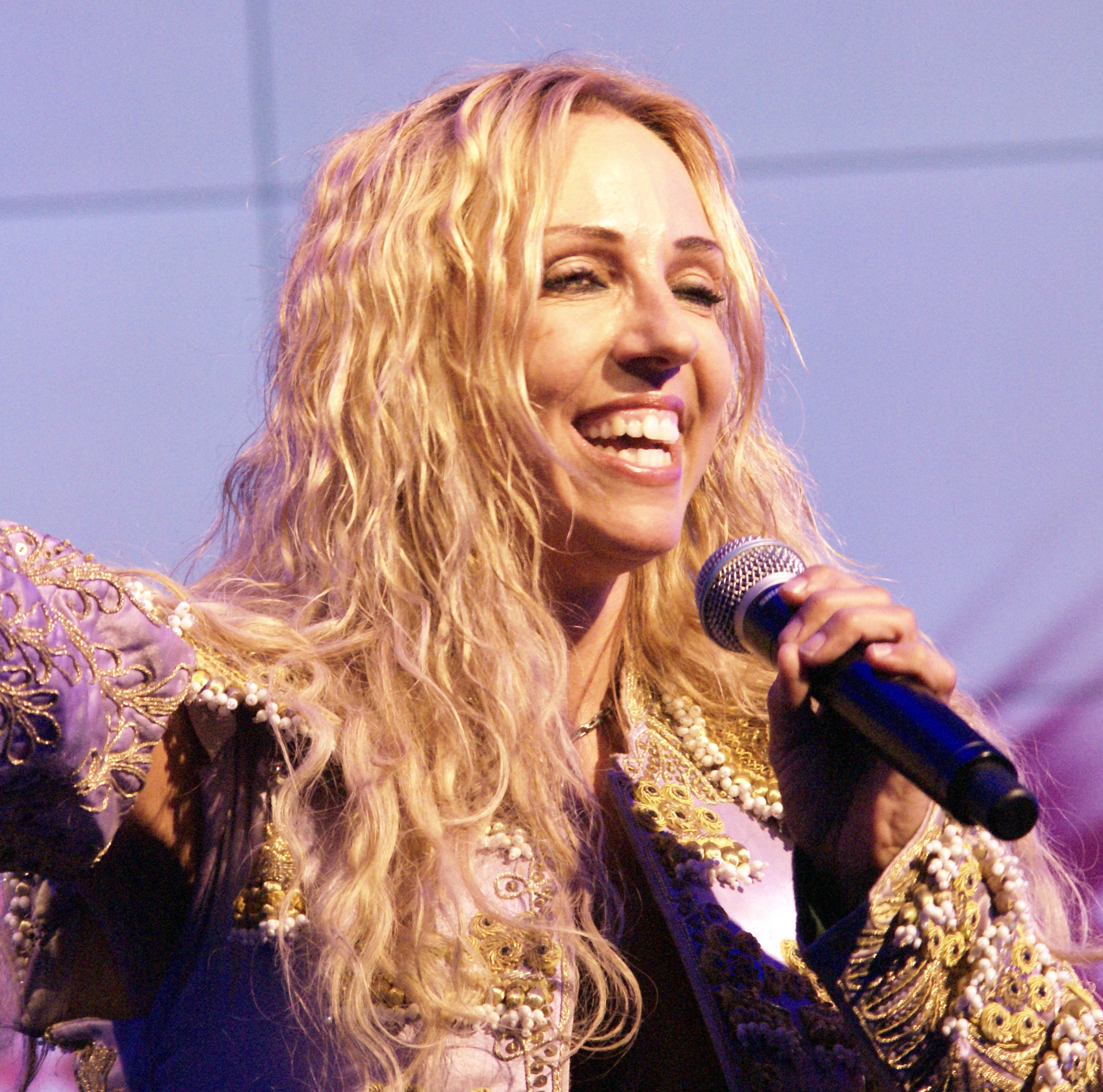
Loona (* 1974)

- 1974: Loona, niederländische Sängerin
- 1974: Loretta Stern, deutsche Sängerin und Schauspielerin
- 1975: Gal Fridman, israelischer Windsurfer, Olympiasieger
- 1975: Thilo Prothmann, deutscher Schauspieler
- 1975: Thekla Reuten, niederländische Schauspielerin

#### 1976–2000
- 1976: Adel Chedli, tunesischer Fußballspieler
- 1976: Elīna Garanča, lettische Mezzosopranistin
- 1977: Dmitri Alexandrowitsch Gorbunow, russischer Dartspieler
- 1977: Josip Šimić, kroatischer Fußballspieler
- 1978: Claudia Marx, deutsche Leichtathletin
- 1978: Viktor Szilágyi, österreichischer Handballspieler und Sportfunktionär ungarischer Herkunft
- 1978: Michael Uhrmann, deutscher Skispringer
- 1979: Keisuke Tsuboi, japanischer Fußballspieler
- 1980: Mario Ranieri, österreichischer Musikproduzent
- 1980: Patrik Stefan, tschechischer Eishockeyspieler
- 1980: Special D., deutscher DJ und Produzent

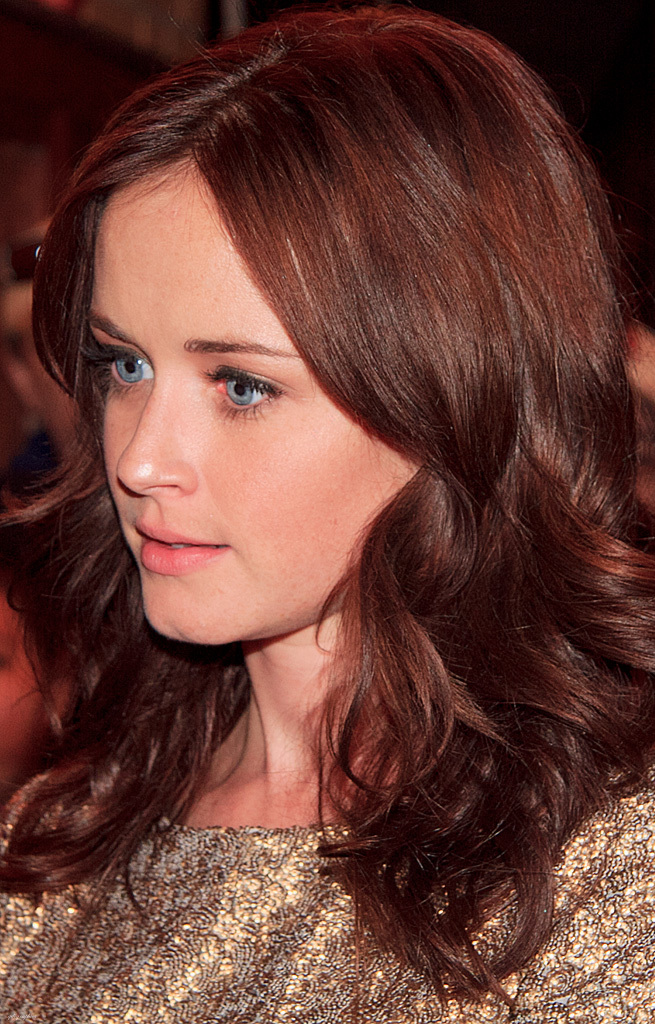
Alexis Bledel (* 1981)

- 1981: Alexis Bledel, US-amerikanische Schauspielerin und Fotomodell
- 1981: Nina Eichinger, deutsche Moderatorin
- 1981: Anna Frenzel-Röhl, deutsche Schauspielerin
- 1981: Francesco Tristano, luxemburgischer Pianist, Komponist und Produzent
- 1982: Lena Arnoldt, deutsche Politikerin
- 1982: Linus Gerdemann, deutscher Radrennfahrer
- 1983: Kirsty Coventry, simbabwische Schwimmerin
- 1983: Nora Reiche, deutsche Handballspielerin
- 1984: Katharina Dröge, deutsche Politikerin
- 1984: Katie Melua, georgisch-britische Jazz- und Blues-Sängerin
- 1984: Snorre Valen, norwegischer Politiker und Musiker
- 1985: Hollywood Hank, deutscher Rapper und Hip-Hop-Produzent
- 1985: Sandro Burki, Schweizer Fußballspieler
- 1985: Johan Remen Evensen, norwegischer Skispringer
- 1985: Madeline Zima, US-amerikanische Schauspielerin

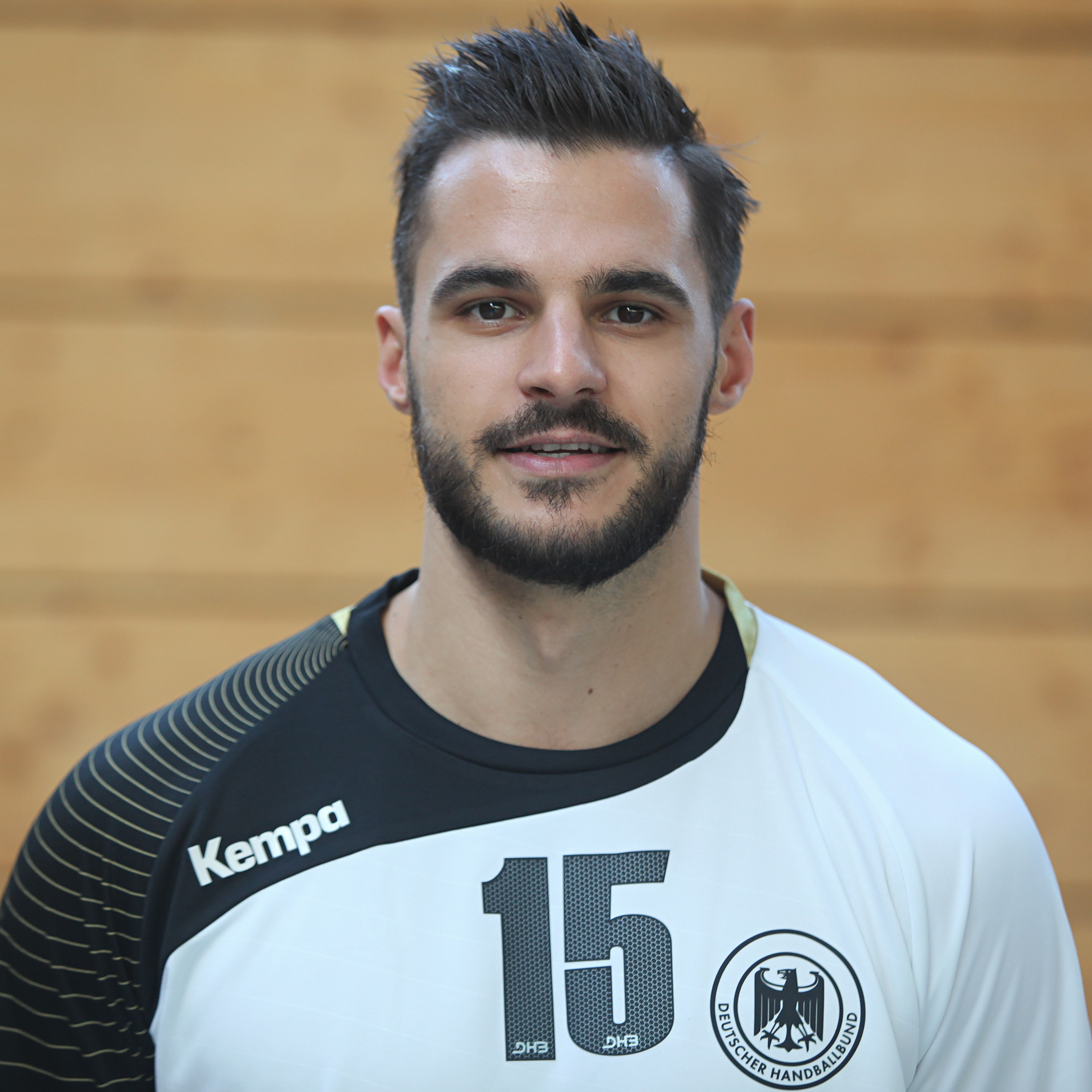
Michael Allendorf (* 1986)

- 1986: Michael Allendorf, deutscher Handballspieler
- 1986: Hasib Hussain, britischer Selbstmordattentäter
- 1987: Kyle Lafferty, nordirischer Fußballspieler
- 1989: Marco Höger, deutscher Fußballspieler
- 1990: Steven Means, US-amerikanischer American-Football-Spieler
- 1992: Nick Jonas, US-amerikanischer Musiker und Schauspieler (Jonas Brothers)
- 1993: Metro Boomin, US-amerikanischer Hip-Hop-Produzent
- 1993: Jasmine Flury, Schweizer Skirennfahrerin
- 1993: Wassili Michailowitsch Jegorow, russischer Boxer
- 1997: Elena Kampouris, US-amerikanische Schauspielerin
- 2000: Ebrima Buaro, gambischer Schwimmer

### 21. Jahrhundert
- 2002: Juan Ayuso, spanischer Radrennfahrer

## Gestorben

### Vor dem 17. Jahrhundert

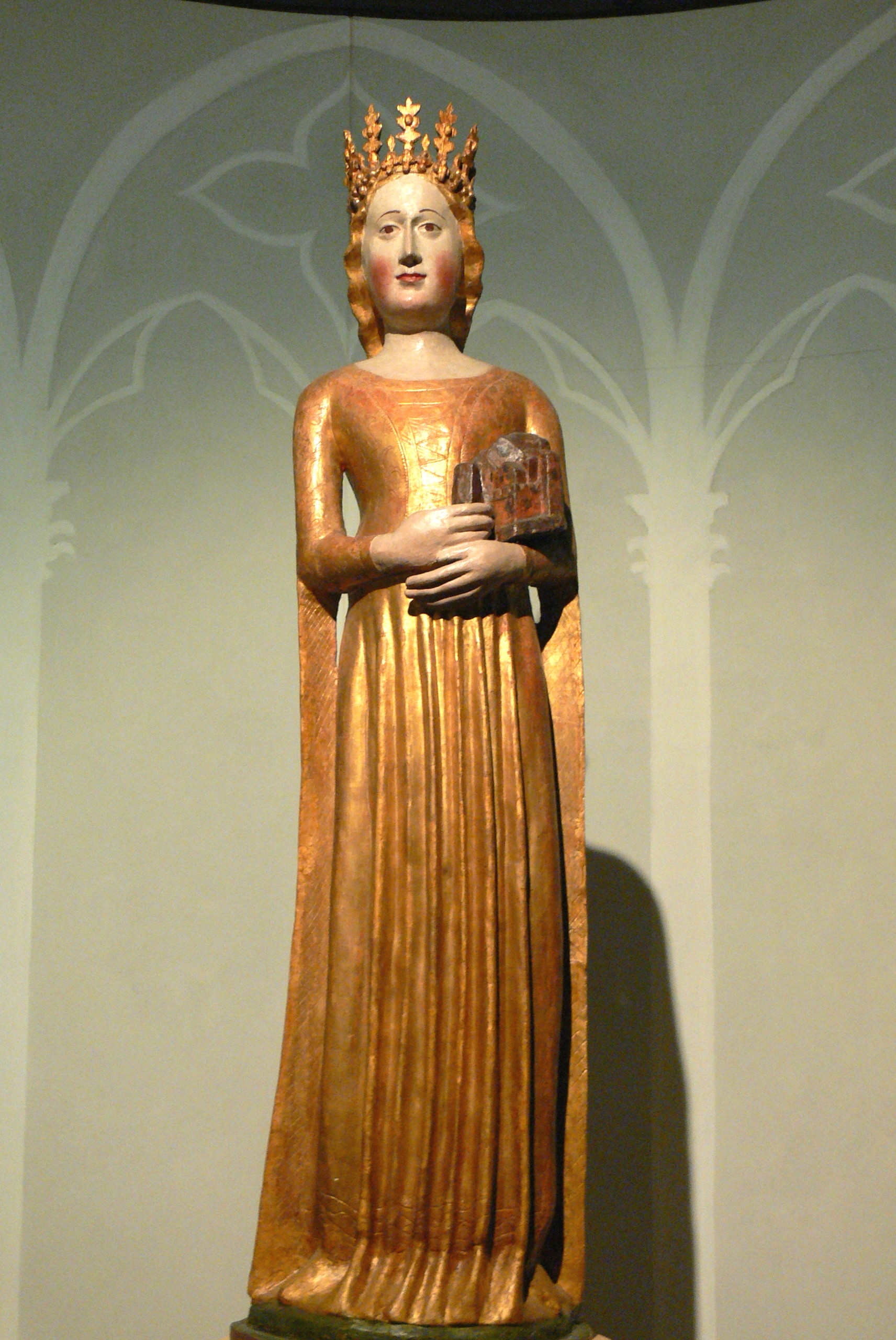
Euphemia († 303)

- 0303: Euphemia von Chalkedon, christliche Märtyrerin
- 0307: Severus, römischer Kaiser
- 0506: Caretene, Königin der Burgunden, vermutliche Gemahlin Gundobads
- 0655: Martin I., Papst
- 0827: Valentin, Papst
- 0853: Hardward von Minden, Bischof von Minden
- 0984: Edith von Wilton, englische Benediktinerin, Heilige der katholischen Kirche
- 1087: Viktor III., Papst
- 1100: Bernold von Konstanz, Benediktiner und Geschichtsschreiber
- 1122: Vitalis von Savigny, Gründer des Klosters Savigny
- 1140: Vulgrin II., Graf von Angoulême
- 1150: Siegfried von Truhendingen, Bischof von Würzburg
- 1343: Philipp III., König von Navarra
- 1345: Johann IV., Herzog der Bretagne
- 1360: William de Bohun, 1. Earl of Northampton, englischer Magnat, Militär und Diplomat
- 1365: Berthold von Zollern, Bischof von Eichstätt
- 1380: Karl V., französischer König
- 1394: Clemens VII., Gegenpapst und Widersacher von Urban VI.
- 1406: Kiprian, Metropolit von Kiew und Moskau, Hagiograph
- 1487: Mathäus Schlick, böhmischer Adeliger, Statthalter und Burggraf
- 1498: Tomás de Torquemada, spanischer Generalinquisitor
- 1534: Kilian Weybeck, Benediktiner und Abt der Abtei Niederaltaich

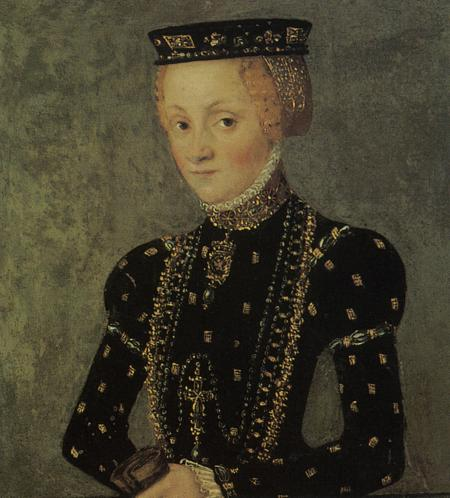
Katharina Jagiellonica († 1583)

- 1583: Katharina Jagiellonica, polnisch-litauische Prinzessin, Königin von Schweden
- 1591: Peder Aagesen, dänischer Philologe
- 1597: Hans Irmisch, kursächsischer Landbaumeister
- 1652: Dirck Janszoon Sweelinck, niederländischer Organist und Komponist
- 1660: Hans XIV. von Rochow, brandenburgischer Gutsherr und Militär
- 1670: William Penn, englischer Admiral
- 1672: Anne Bradstreet, US-amerikanische Dichterin
- 1674: Johann Botsack, deutscher Theologe
- 1676: Gaspar de Bracamonte y Guzmán, spanischer Staatsmann und Diplomat, Vizekönig von Neapel
- 1676: Schabbtai Zvi, jüdischer Religionsgelehrter und selbsternannter Messias
- 1681: Jahanara Begum, Tochter des Großmoguls Schah Jahan
- 1696: Andreas Herold, deutscher Stück- und Glockengießer
- 1696: Lambert Pietkin, im Hochstift Lüttich wirkender Komponist und Organist

### 18. Jahrhundert

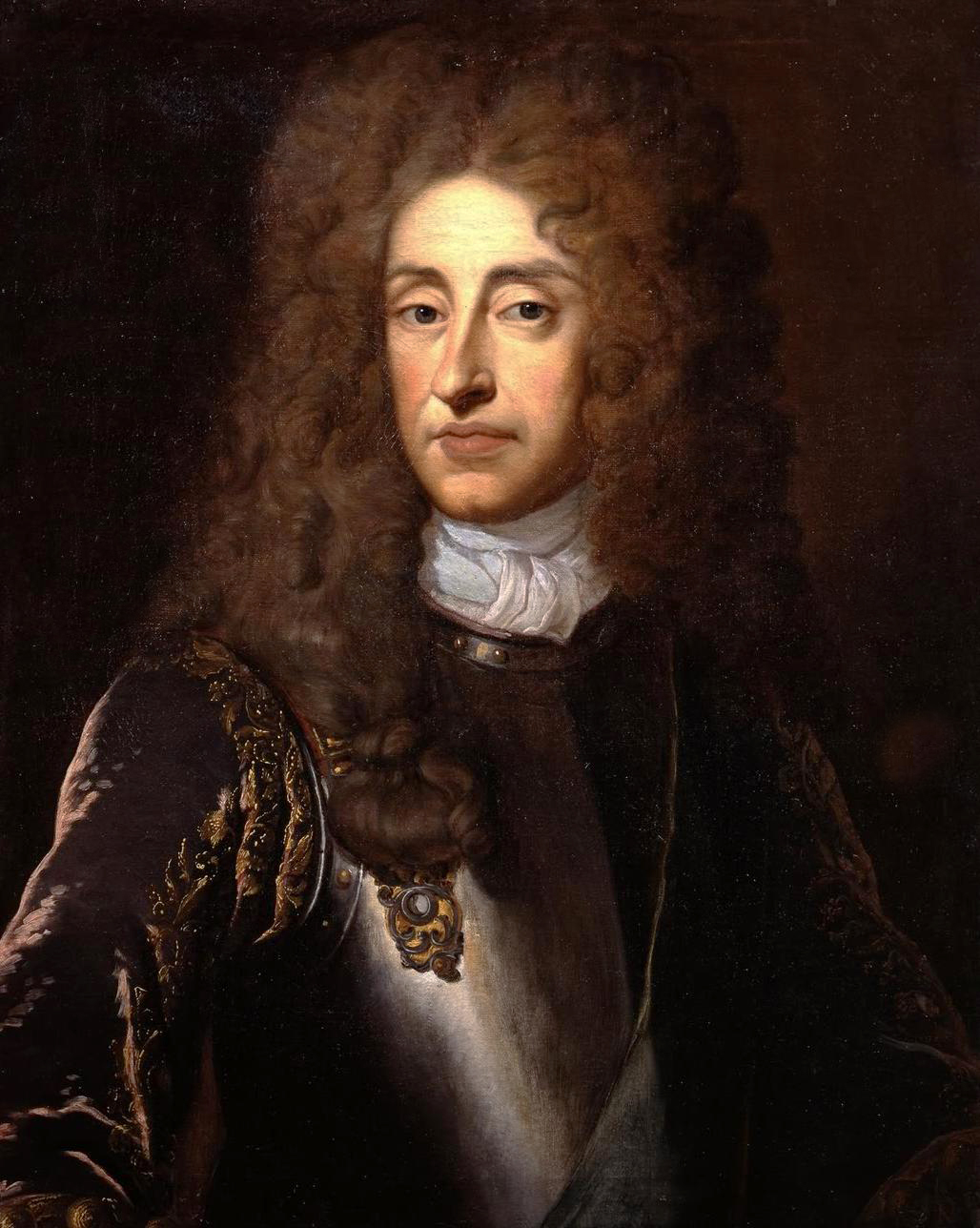
Jakob II. († 1701)

- 1701: Jakob II., englischer und schottischer König
- 1706: Matthias Petersen, nordfriesischer Kapitän und Walfänger
- 1713: Michael Khöll, Wiener Steinmetzmeister
- 1725: Antoine V. de Gramont, französischer Offizier, Feldherr und Diplomat
- 1726: Jakob Prandtauer, österreichischer Barockbaumeister
- 1736: Daniel Gabriel Fahrenheit, deutscher Physiker und Instrumentenbauer
- 1736: Johann Benedikt Hess der Jüngere, deutscher Glas- und Gemmenschneider
- 1739: Heinrich von Huyssen, deutscher Diplomat und Berater Peter des Großen
- 1753: Georg Wenzeslaus von Knobelsdorff, deutscher Baumeister, Maler und Architekt
- 1754: Joachim Beccau, deutscher Dichter und Opernlibrettist
- 1760: Louis-Charles Fougeret de Monbron, französischer Literat und Schriftsteller

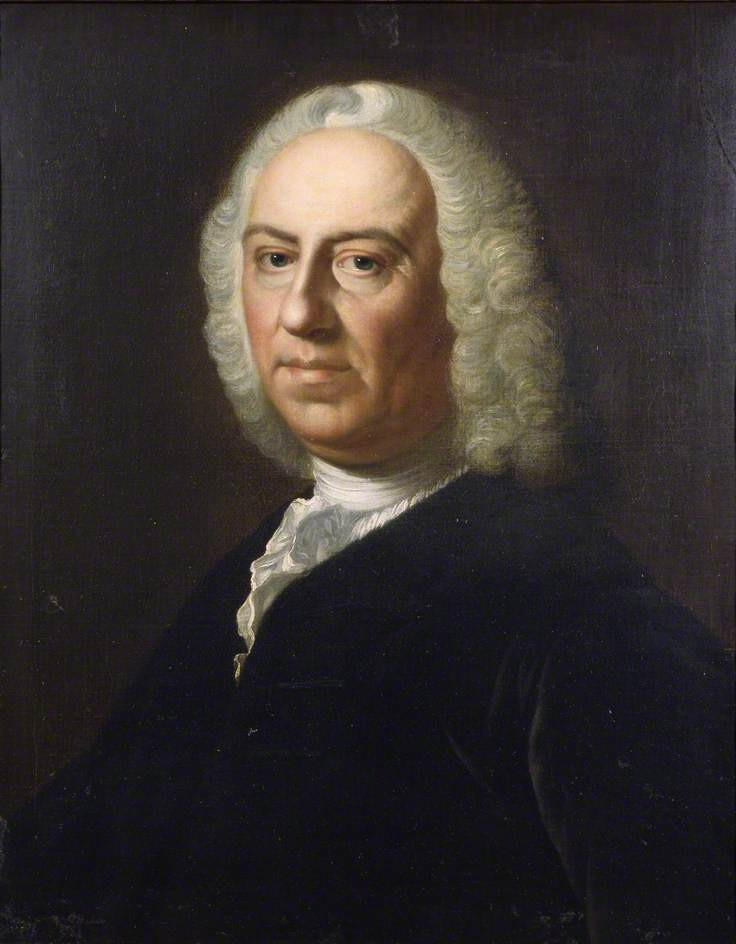
Francesco Geminiani († 1762)

- 1762: Francesco Geminiani, italienischer Geiger und Komponist
- 1764: Franz Josias, Herzog von Sachsen-Coburg-Saalfeld
- 1767: David Gregory, englischer Historiker
- 1778ː Melusina von der Schulenburg, Countess of Walsingham, deutsch-englische Adlige
- 1780: Heinrich IX., Graf Reuß zu Köstritz
- 1782: Farinelli, italienischer Sänger (Kastrat)
- 1783: Felicitas Abt, deutsche Schauspielerin
- 1787: Johann Friedrich Ziesenis, deutscher Holz- und Steinbildhauer

### 19. Jahrhundert
- 1803: Nicolas Baudin, französischer Forschungsreisender
- 1810: Franz von Fürstenberg, deutscher Schulreformer und Universitätsgründer
- 1811: Jakob Adam, österreichischer Kupferstecher
- 1823: Ludwig August Neubronn von Eisenburg, badischer Oberst und Kammerherr

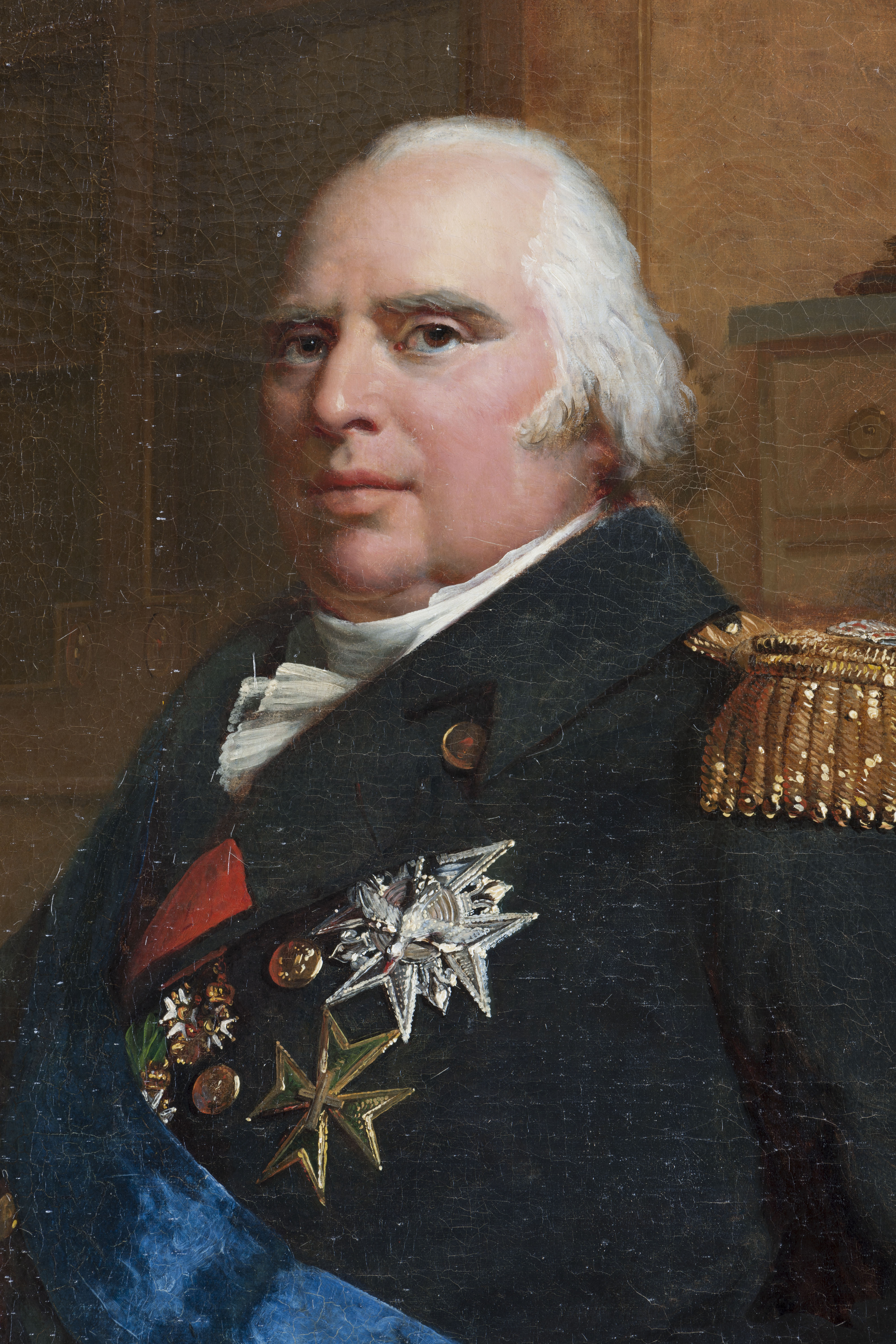
Ludwig XVIII. († 1824)

- 1824: Ludwig XVIII., König von Frankreich
- 1824: Georg Friedrich Rebmann, deutscher Publizist
- 1824: Giacomo Tritto, italienischer Komponist und Musiklehrer
- 1825: Franciszek Karpiński, polnischer Dichter und Dramatiker
- 1837: Filippo Buonarroti, italienisch-französischer Politiker und Publizist
- 1840: Paul Rudolf von Bilguer, deutscher Schachmeister und Theoretiker
- 1841: Newton Cannon, US-amerikanischer Politiker
- 1843: José María Queipo de Llano Ruiz de Saravia, spanischer Historiker, Politiker und Ministerpräsident Spaniens
- 1846: Heinrich Menu von Minutoli, Schweizer Entdecker und Altertumsforscher
- 1847: Grace Aguilar, britische Schriftstellerin sephardischer Abstammung
- 1855: Max Keller, deutscher Komponist und Organist
- 1855: Benedetto Pistrucci, italienischer Graveur
- 1855: Sergei Semjonowitsch Uwarow, russischer Staatsmann und Literaturwissenschaftler
- 1857: Eugen von Württemberg, General der russischen Infanterie
- 1862: Boniface de Castellane, französischer General und Marschall von Frankreich
- 1863: Wilhelm August Graah, dänischer Marineoffizier und Polarforscher
- 1871: Heinrich Marr, deutscher Schauspieler
- 1871: Jean-André-Tiburce Sébastiani, französischer General
- 1873: Sidi Muhammad IV., Sultan von Marokko

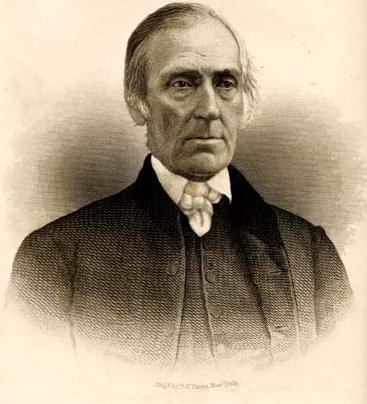
Levi Coffin († 1877)

- 1877: Levi Coffin, US-amerikanischer Quäker, Abolitionist und Geschäftsmann
- 1882ː Klara Jahn, deutsche Theaterschauspielerin
- 1886: Carl Damm, katholischer Priester, Politiker und Teilnehmer an der Revolution 1848/1849
- 1887: William Aiken, US-amerikanischer Politiker
- 1889ː Mathilde von Rohr, deutsche Stiftsdame und Briefpartnerin Theodor Fontanes
- 1890: Karl Edel, deutscher Jurist und Politiker
- 1894ː Luise von Martens, württembergische Malerin
- 1895: Ernst Wülcker, deutscher Germanist, Historiker und Archivar
- 1895: Josua Zweifel, Schweizer Händler, Entdecker der Nigerquellen
- 1896: James Mitchell Ashley, US-amerikanischer Politiker
- 1896: Antônio Carlos Gomes, brasilianischer Komponist
- 1897: Arnulfo Arroyo Romero, mexikanischer Anarchist
- 1898: Bernhard Heisterbergk, deutscher Althistoriker und Klassischer Philologe
- 1899: Amadou dan Ténimoun, Sultan von Zinder

### 20. Jahrhundert

#### 1901–1950
- 1904: Gaston Thierry, deutscher Offizier und Kolonialbeamter
- 1910: Giosuè Giuppone, italienischer Bahnradsportler, Motorrad- sowie Automobilrennfahrer und Weltrekordler

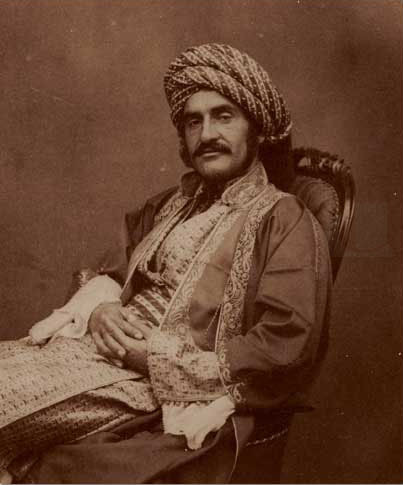
Hormuzd Rassam († 1910)

- 1910: Hormuzd Rassam, syrischer Assyriologe
- 1911: Edward Whymper, britischer Bergsteiger
- 1915: Joseph Higgins, irischer römisch-katholischer Bischof in Australien
- 1916: José Echegaray, spanischer Dramatiker, Mathematiker und Politiker
- 1919: Karl Augustin, deutscher Weihbischof
- 1919: Marija Nikiforowa, ukrainische Anarchistin und Partisanenführerin im Russischen Bürgerkrieg
- 1920: Dan Andersson, schwedischer Arbeiterdichter und Lyriker
- 1924: Augusta Bender, deutsche Frauenrechtlerin, Schriftstellerin
- 1924ː Arabella Huntington, US-amerikanische Kunstmäzenin, Sammlerin und Stiftungsgründerin
- 1925: Leo Fall, österreichischer Operetten-Komponist und Kapellmeister
- 1925: Alexander Alexandrowitsch Friedmann, russischer Physiker und Mathematiker
- 1927: Max von Gruber, österreichischer Mediziner, Biologe und Rassenhygieniker, Begründer der modernen Hygiene

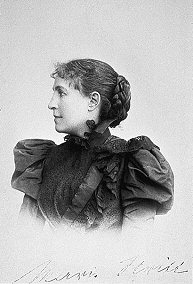
Marie Stritt († 1928)

- 1928: Marie Stritt, deutsche Frauenrechtlerin
- 1930: Alois Delug, österreichischer Maler
- 1931: Omar Mukhtar, libyscher Lehrer, Unabhängigkeitskämpfer
- 1932: Ronald Ross, britischer Mediziner, Nobelpreisträger
- 1934: Otto Schanz, deutscher Motorradrennfahrer
- 1936: Karl Buresch, österreichischer Politiker
- 1938: Adam Karrillon, deutscher Arzt und Schriftsteller
- 1939: Francesco Alberti, Schweizer Geistlicher, Journalist und Politiker
- 1939: Alexander Kircher, deutsch-österreichischer Marine- und Landschaftsmaler und Illustrator
- 1939: Otto Wels, deutscher Politiker, MdR
- 1942: Carlo Bigatto, italienischer Fußballspieler und -trainer
- 1942ː Julie Salinger, deutsche Politikerin, Opfer des Holocaust
- 1943: Carl Abegg, Schweizer Textilfabrikant
- 1944: Gustav Bauer, deutscher Politiker, Ministerpräsident, Reichskanzler
- 1946: James Jeans, britischer Physiker, Astronom und Mathematiker
- 1948: Manuel Arce y Ochotorena, spanischer Geistlicher, Erzbischof von Tarragona und Kardinal
- 1949: Victor Cordero Gonzales, peruanischer Sänger und Komponist
- 1950: Robert Gradmann, deutscher Pfarrer, Geograph, Botaniker und Landeskundler

#### 1951–2000

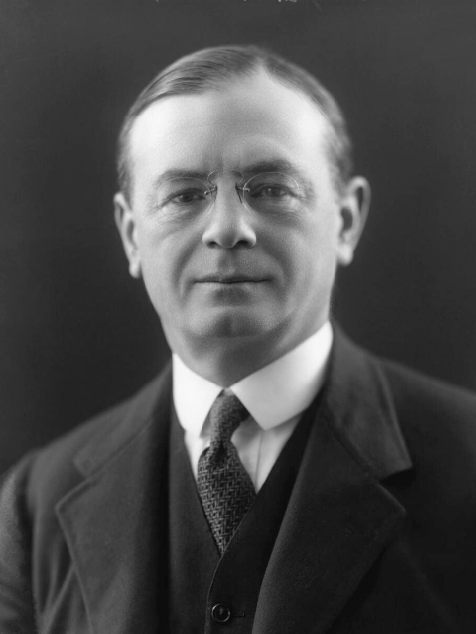
Leopold Stennet Amery († 1955)

- 1955: Leopold Stennett Amery, britischer Politiker
- 1955: Gustav von Bergmann, deutscher Internist und Medizinprofessor
- 1960: Leo Spitzer, österreichischer Romanist
- 1963: Frieda Szturmann, deutsche Gerechte unter den Völkern
- 1964: Leo Weismantel, deutscher Schriftsteller und Reformpädagoge, MdL, NS-Opfer
- 1965: Peter Paul Althaus, deutscher Schriftsteller und Kabarettist
- 1969: Heinz Friedrich Hartig, deutscher Komponist und Musikpädagoge
- 1971: Agnes Meyer Driscoll, US-amerikanische Kryptoanalytikerin
- 1973: Hermann Finsterlin, deutscher Architekt, Maler, Dichter, Essayist, Spielzeugmacher und Komponist
- 1973: Víctor Jara, chilenischer Musiker
- 1974: Phog Allen, US-amerikanischer Basketballtrainer
- 1974: Ludwig Auber, österreichischer Ornithologe
- 1975: Françoise Cotron-Henry, französische Pianistin und Komponistin
- 1975: Amy Price-Francis, kanadische Schauspielerin
- 1977: Günther Anders, deutscher Kameramann
- 1977: Marc Bolan, britischer Musiker (T. Rex)

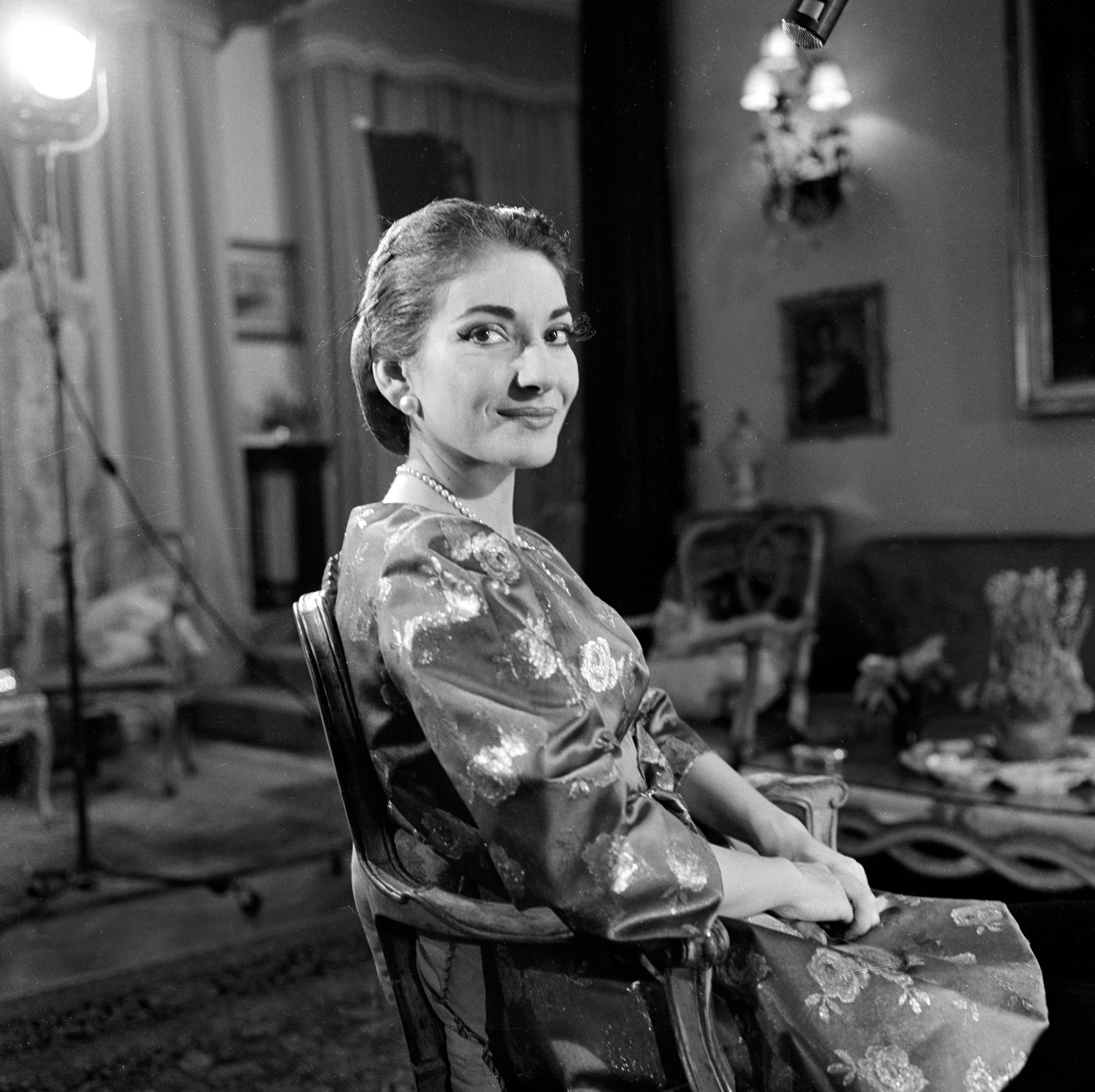
Maria Callas († 1977)

- 1977: Maria Callas, griechische Sopranistin
- 1979: Gio Ponti, italienischer Architekt
- 1979: Rob Slotemaker, niederländischer Autorennfahrer
- 1979: Heinrich Tenhumberg, deutscher Theologe und Bischof
- 1980: Jean Piaget, Schweizer Entwicklungspsychologe
- 1980: Josef Wolfgang Steinbeißer, deutscher Schauspieler und Dramatiker
- 1981: Michael DiSalle, US-amerikanischer Politiker, Gouverneur von Ohio
- 1981: Fritz Lange, deutscher Parteifunktionär, Widerstandskämpfer und Politiker, Oberbürgermeister von Brandenburg an der Havel, Minister für Volksbildung der DDR
- 1984: Nada Fiorelli, italienische Schauspielerin
- 1984: Cyril Paul, britischer Autorennfahrer
- 1985: Kurt Wegner, deutscher Künstler
- 1986: Luís Armando Rivera, dominikanischer Komponist, Pianist und Geiger
- 1988ː Hanna Maria Drack, deutsch-österreichische Autorin und Lyrikerin
- 1989: Arno Behrisch, deutscher Widerstandskämpfer, Politiker und Redakteur
- 1989: Bruno Heck, deutscher Bundesminister
- 1989: Feliks Rączkowski, polnischer Organist, Komponist und Musikpädagoge
- 1992: Larbi Ben Barek, französisch-marokkanischer Fußballspieler

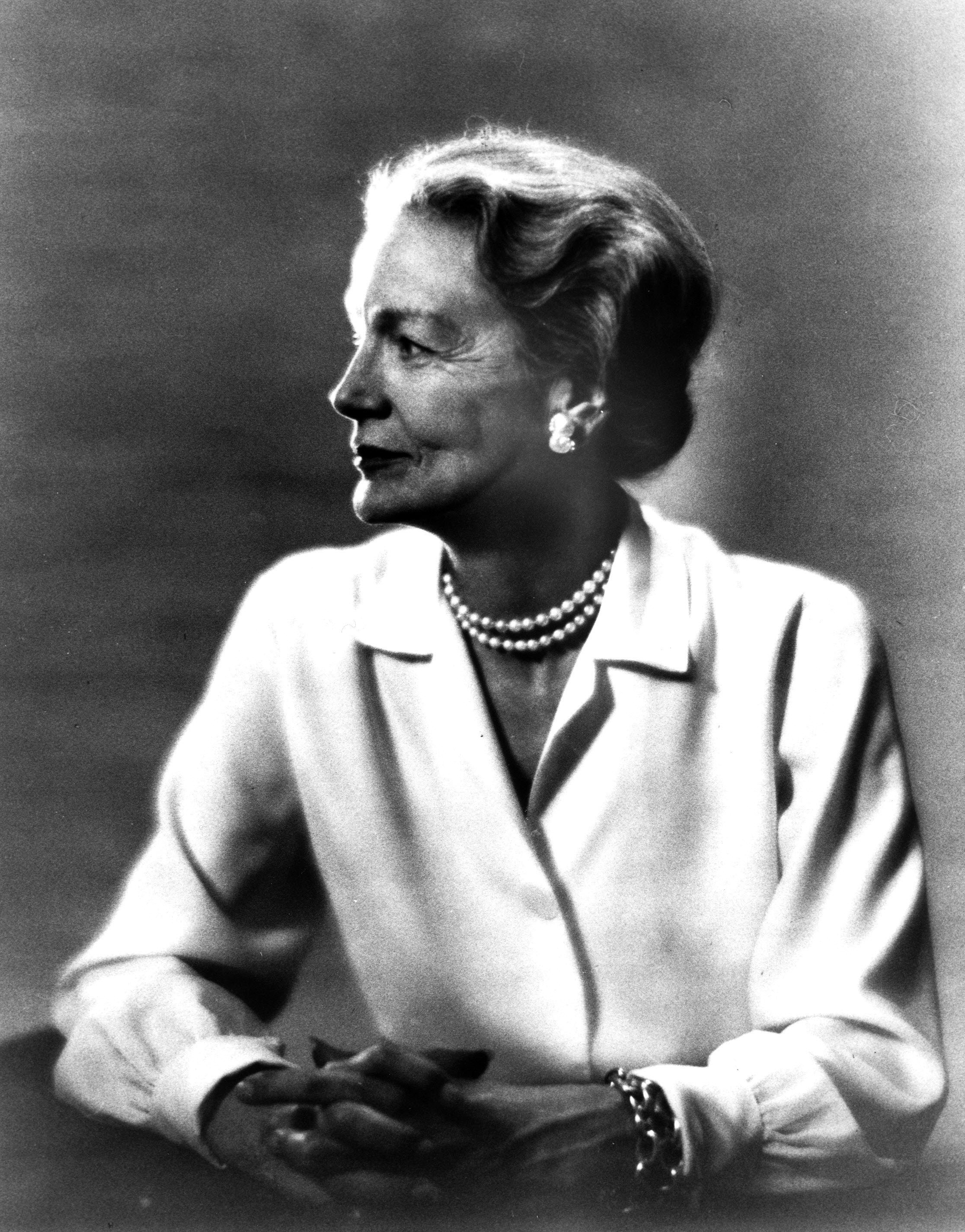
Millicent Fenwick († 1992)

- 1992: Millicent Fenwick, US-amerikanische Politikerin
- 1993: Rok Petrovič, slowenischer Skirennläufer
- 1994: Albert Decourtray, französischer Geistlicher, Erzbischof von Lyon
- 1994: Dolly Haas, deutsch-US-amerikanische Schauspielerin
- 1998: Heinrich Appelt, österreichischer Historiker und Diplomatiker
- 1999: Elsie Attenhofer, Schweizer Kabarettistin und Schauspielerin, Schriftstellerin und Diseuse

### 21. Jahrhundert
- 2001: Samuel Z. Arkoff, US-amerikanischer Filmproduzent und Regisseur

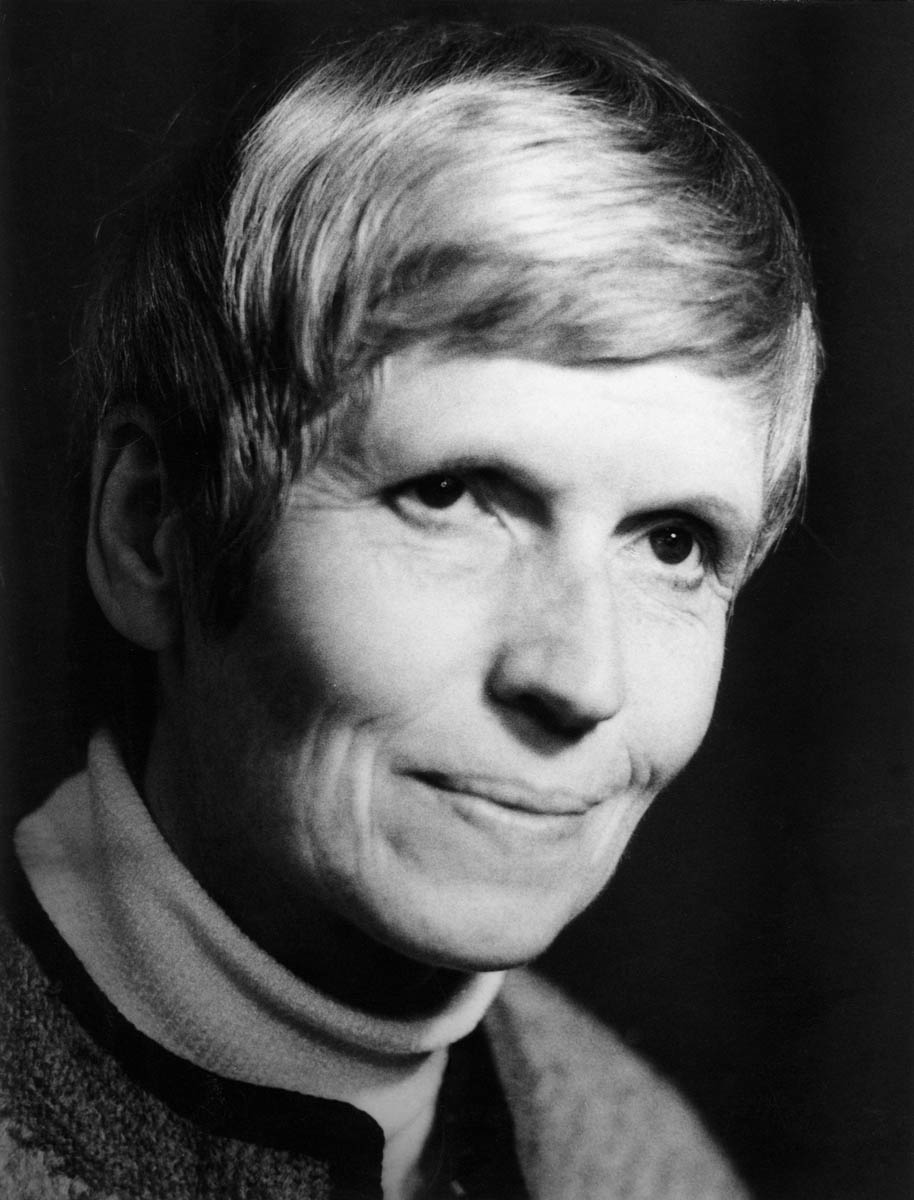
Rika Unger († 2002)

- 2002: Rika Unger, deutsche Bildhauerin
- 2003: Danny Marino, italienischer Liedtexter, Chanson- und Schlagersänger
- 2004: Livio Maitan, italienischer Politiker
- 2004: Dolly Rathebe, südafrikanische Jazz-Sängerin und Schauspielerin
- 2005: Harry Freedman, kanadischer Komponist, Englischhornist und Musikpädagoge
- 2005: Jean Kerguen, französischer Autorennfahrer und Unternehmer
- 2005: F. K. Waechter, deutscher Zeichner, Schriftsteller und Satiriker
- 2006: Sten Andersson, schwedischer Politiker, Außenminister
- 2006: Eduard Stöllinger, österreichischer Motorradrennfahrer

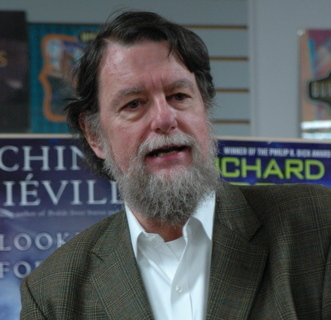
Robert Jordan († 2007)

- 2007: Robert Jordan, US-amerikanischer Schriftsteller
- 2007: Buster Ramsey, US-amerikanischer American-Football-Spieler und -Trainer
- 2008: Norman Whitfield, US-amerikanischer Soul/Rhythm-and-Blues-Produzent und Songwriter
- 2008: Andrei Michailowitsch Wolkonski, russischer Komponist, Organist und Cembalist
- 2009: Myles Brand, US-amerikanischer Philosoph und Sportfunktionär
- 2009: Mary Travers, US-amerikanische Folksängerin und Liedermacherin
- 2009: Josef Wiese, deutscher Bäcker und Konditor, Unternehmer und Erfinder
- 2010: Friedrich Wilhelm von Hohenzollern, deutscher Industrieller und langjähriges Oberhaupt des Hauses Hohenzollern-Sigmaringen
- 2012: Elisabeth Jäger, deutsche Archivarin, Chronistin und Heimatforscherin
- 2012: Friedrich Zimmermann, deutscher Jurist und Politiker, MdB, Bundesminister
- 2013: Frithjof Aurich, deutscher Physikochemiker
- 2013: Daniel Díaz Torres, kubanischer Filmregisseur
- 2014: Stefan Krachten, deutscher Schlagzeuger
- 2014: Ofelia Ramón, venezolanische Sängerin
- 2015: Nicholas Henshall, britischer Historiker
- 2015: Kurt Oppelt, österreichischer Eiskunstläufer
- 2016: Edward Albee, US-amerikanischer Schriftsteller und Dramatiker

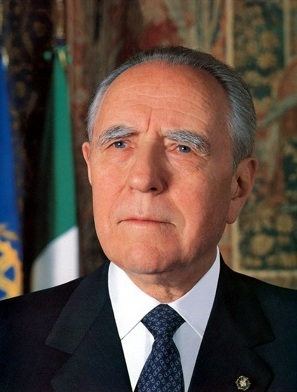
Carlo Azaglio Ciampi († 2016)

- 2016: Carlo Azeglio Ciampi, italienischer Politiker, Ministerpräsident, Minister, Staatspräsident
- 2017: Annette Haller, deutsche Judaistin
- 2017: Wilfried Legat, deutscher Verkehrsplaner
- 2018: Horst Bosetzky, deutscher Soziologe und Schriftsteller
- 2018: Big Jay McNeely, US-amerikanischer Rhythm-Blues-Saxophonist
- 2019: Luigi Colani, deutscher Designer
- 2019: Davo Karničar, slowenischer Bergsteiger
- 2019: Konrad Schellbach, deutscher Politiker
- 2020: Matjaž Grilj, slowenischer Schriftsteller und Theaterregisseur
- 2020ː Anneliese Kiehne-Tecklenburg, deutsche Autorin
- 2020: Heinz Penin, deutscher Neurologe und Epileptologe
- 2020: Maxim Sergejewitsch Marzinkewitsch, russischer Neonazi und Vlogger
- 2021: Graciete Santana, brasilianischer Marathonläuferin
- 2021: Clive Sinclair, britischer Erfinder und Unternehmer
- 2022: Heinz Allenspach, Schweizer Politiker
- 2023: Helvi Jürisson, estnische Dichterin, Übersetzerin und Kinderbuchautorin
- 2023: Gita Mehta, indische Autorin und Fernsehproduzentin
- 2024: Robert Dill-Bundi, Schweizer Radsportler
- 2024: Heinrich Christian Rust, Theologe

## Feier- und Gedenktage
- Kirchliche Gedenktage
  - Caspar Tauber, österreichischer Märtyrer (evangelisch)
- Namenstage
  - Cornelius, Edith, Julia, Ludmilla
- Staatliche Feier- und Gedenktage
  - Mexiko: Unabhängigkeit von Spanien
  - Papua-Neuguinea: Unabhängigkeit von Australien (1975)

Weitere Einträge enthält die Liste von Gedenk- und Aktionstagen.